# Список призёров Олимпийских игр по горнолыжному спорту

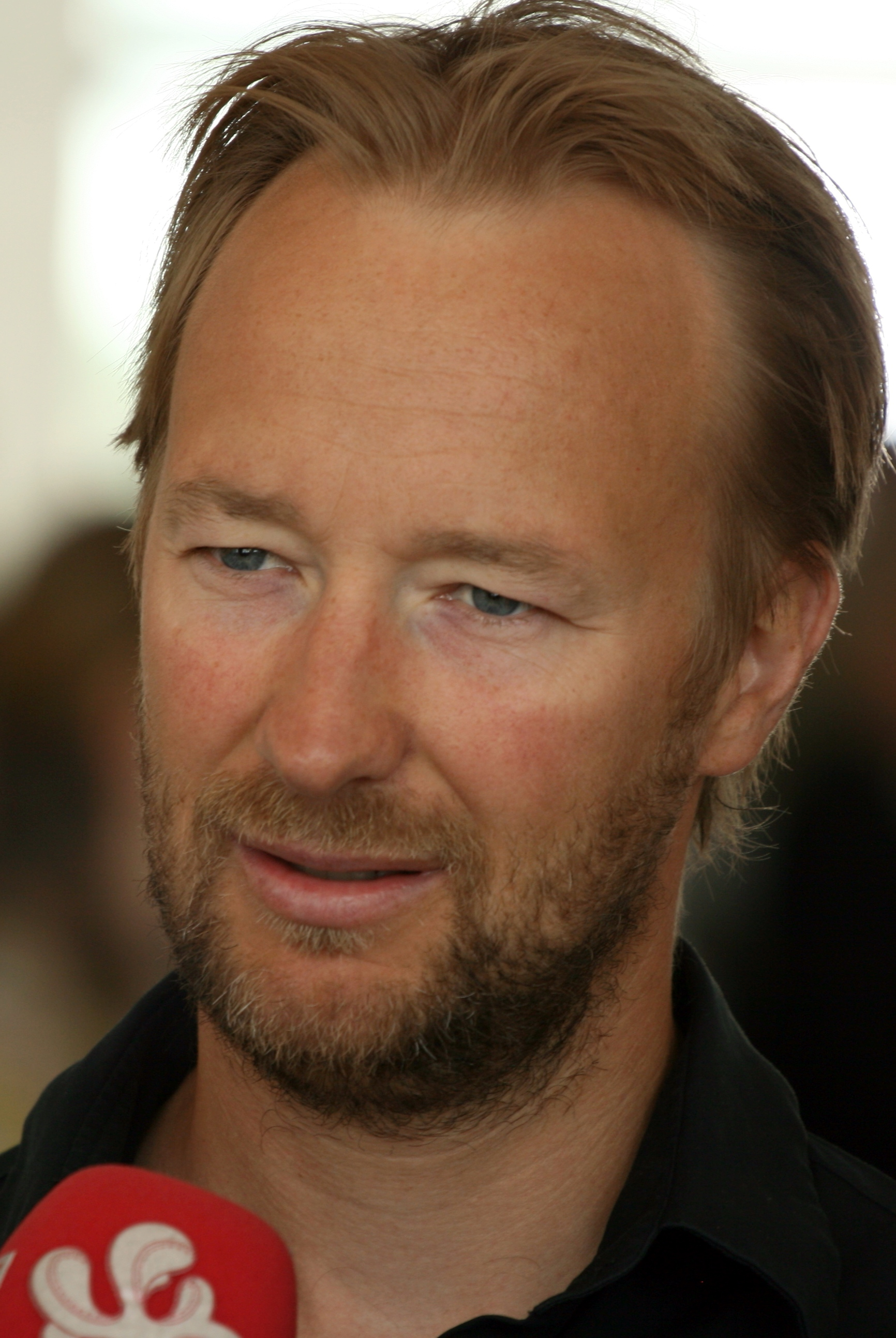
Хьетиль Андре Омодт — единственный среди горнолыжников обладатель 8 олимпийских медалей

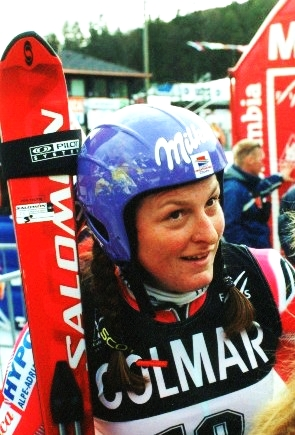
Яница Костелич — единственная горнолыжница, выигравшая 4 золотые медали

Это список всех призёров зимних Олимпийских игр по горнолыжному спорту. Во всех таблицах указаны столицы Олимпийских игр, тогда как в большинстве случаев соревнования по горнолыжному спорту проходили на близлежащих горнолыжных курортах, а не непосредственно в столицах Игр.

## Из истории олимпийского горнолыжного спорта
Всего на зимних Олимпийских играх в горнолыжном спорте было вручено 494 награды: 165 золотых, 166 серебряных и 163 бронзовые. Больше медалей на зимних Олимпиадах было разыграно только в лыжных гонках и в конькобежном спорте. Представители 26 национальных олимпийских комитетов выигрывали олимпийские награды в горнолыжном спорте.
Самым титулованным горнолыжником в истории зимних Олимпиад является норвежец Хьетиль Андре Омодт, на счету которого 8 олимпийских наград — 4 золота, 2 серебра и 2 бронзы. Также 4 золота на счету хорватки Яницы Костелич, у которой есть ещё 2 серебра. По шесть медалей также на счету Ани Персон (1 золото, 1 серебро и 4 бронзы) и Боде Миллера (1 золото, 3 серебра и 2 бронзы). По пять олимпийских медалей выиграли 6 горнолыжников: Альберто Томба (3 золота и 2 серебра), Френи Шнайдер (3 золота, 1 серебро и 1 бронза), Катя Зайцингер (3 золота и 2 бронзы), Лассе Хьюс (1 золото, 3 серебра и 1 бронза), Хьетиль Янсруд (1 золото, 2 серебра, 2 бронзы), Венди Хольденер (1 золото, 2 серебра, 2 бронзы).
Интересно, что среди этих восьмерых нет ни одного представителя Австрии, хотя австрийцы лидируют с большим отрывом по числу олимпийских наград в сумме — 128 (40 золотых). 75 медалей на счету швейцарцев, на третьем месте французы — 51, у американцев 48 медалей.
За всю историю Олимпийских игр было два случая, когда спортсмен выигрывал все проводившиеся дисциплины: в 1956 году в Кортина-д’Ампеццо все 3 золотых медали выиграл австриец Тони Зайлер, а в 1968 году в Гренобле его успех повторил француз Жан-Клод Килли.

## Мужчины

### Скоростной спуск

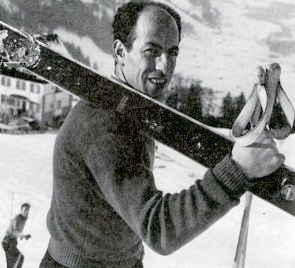
Дзено Коло — единственный в истории итальянец, выигравший золото в скоростном спуске на Олимпийских играх

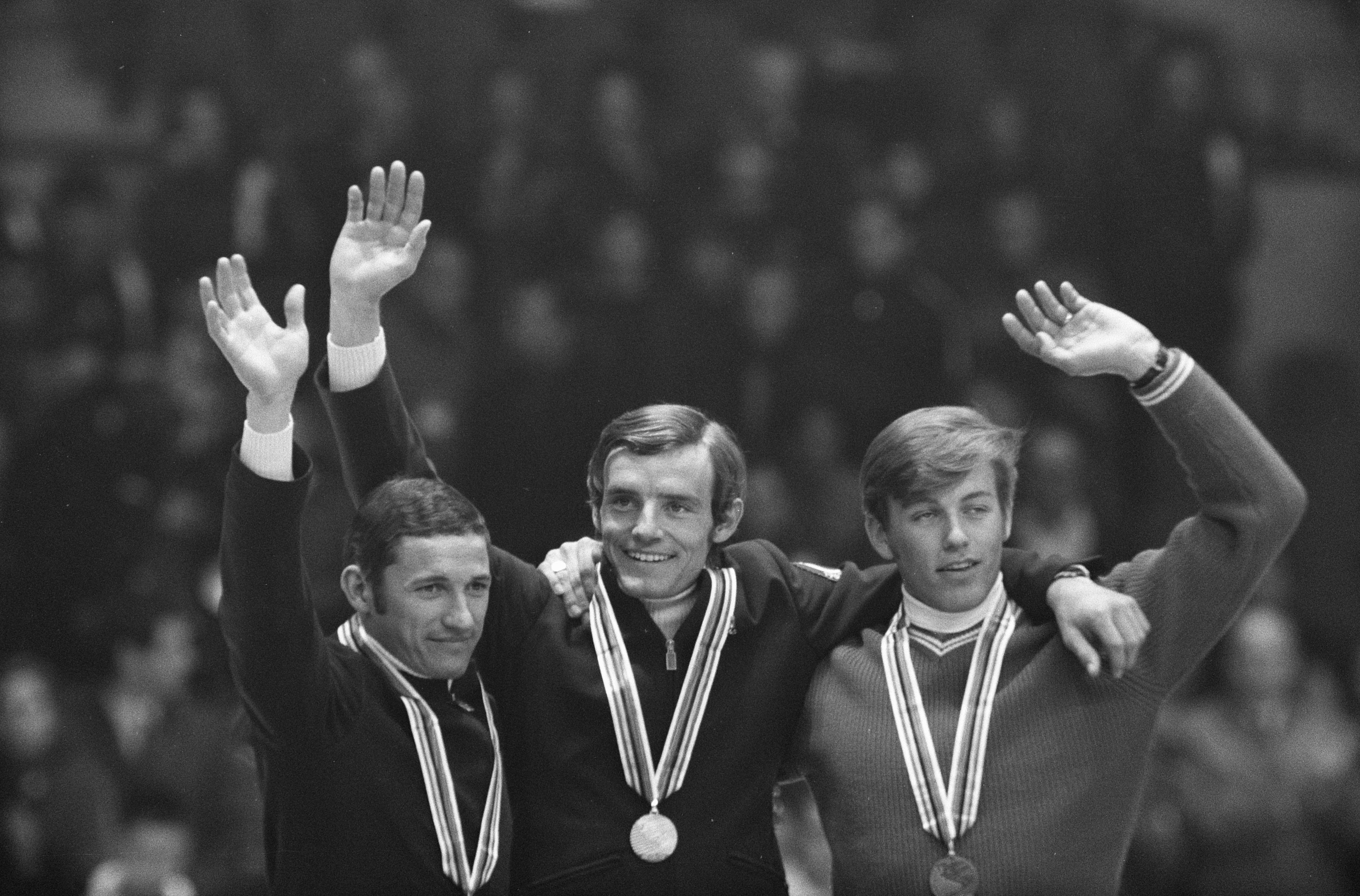
Призёры Олимпийских игр 1968 года в скоростном спуске, слева направо: Ги Перийя, Жан-Клод Килли, Жан-Даниэль Детвилер

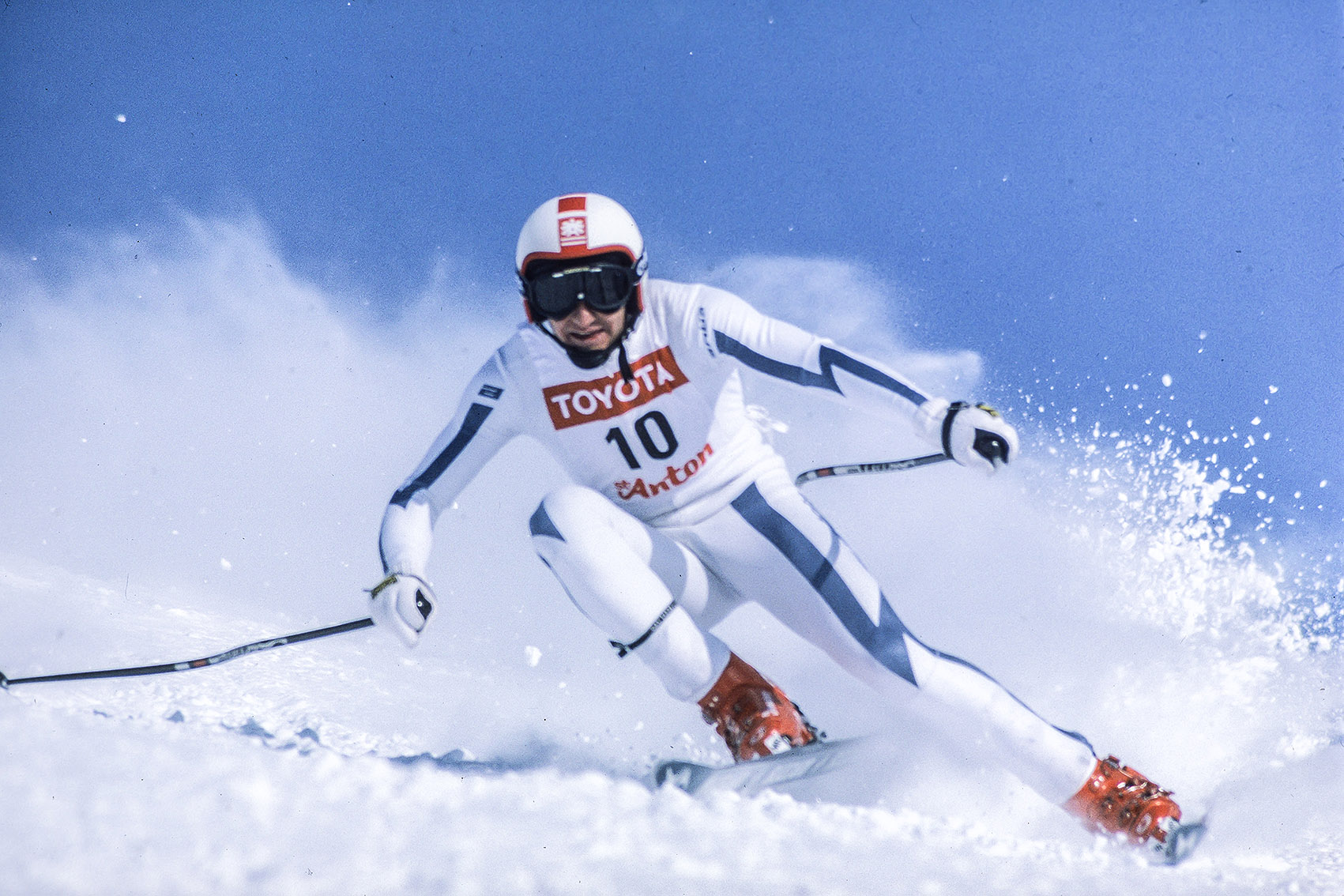
Франц Кламмер выиграл золото в скоростном спуске в 1976 году

За 20 Игр семь побед на счету австрийцев и пять на счету французов. 4 победы у Швейцарии, 2 — у США, по разу побеждали итальянцы и норвежцы. Никому из мужчин не удавалось дважды выиграть скоростной спуск.
| Олимпиада                            | Золото                     | Серебро                    | Бронза                     |
| ------------------------------------ | -------------------------- | -------------------------- | -------------------------- |
| 1948 Санкт-Мориц см. подробнее       | Анри Орейе (FRA)           | Франц Габль (AUT)          | Карл Молитор (SUI)         |
| 1948 Санкт-Мориц см. подробнее       | Анри Орейе (FRA)           | Франц Габль (AUT)          | Рольф Олингер (SUI)        |
| 1952 Осло см. подробнее              | Дзено Коло (ITA)           | Отмар Шнайдер (AUT)        | Кристиан Правда (AUT)      |
| 1956 Кортина-д’Ампеццо см. подробнее | Тони Зайлер (AUT)          | Реймон Фелле (SUI)         | Андреас Мольтерер (AUT)    |
| 1960 Скво-Вэлли см. подробнее        | Жан Вюарне (FRA)           | Ханс-Петер Ланиг (EUA)     | Ги Перийя (FRA)            |
| 1964 Инсбрук см. подробнее           | Эгон Циммерман (AUT)       | Лео Лакруа (FRA)           | Вольфганг Бартельс (EUA)   |
| 1968 Гренобль см. подробнее          | Жан-Клод Килли (FRA)       | Ги Перийя (FRA)            | Жан-Даниэль Детвилер (SUI) |
| 1972 Саппоро см. подробнее           | Бернард Русси (SUI)        | Ролан Колломбен (SUI)      | Хайнрих Месснер (AUT)      |
| 1976 Инсбрук см. подробнее           | Франц Кламмер (AUT)        | Бернард Русси (SUI)        | Херберт Планк (ITA)        |
| 1980 Лейк-Плэсид см. подробнее       | Леонард Шток (AUT)         | Петер Вирнсбергер (AUT)    | Стив Подборски (CAN)       |
| 1984 Сараево см. подробнее           | Билл Джонсон (USA)         | Петер Мюллер (SUI)         | Антон Штайнер (AUT)        |
| 1988 Калгари см. подробнее           | Пирмин Цурбригген (SUI)    | Петер Мюллер (SUI)         | Франк Пиккар (FRA)         |
| 1992 Альбервиль см. подробнее        | Патрик Ортлиб (AUT)        | Франк Пиккар (FRA)         | Гюнтер Мадер (AUT)         |
| 1994 Лиллехаммер см. подробнее       | Томми Мо (USA)             | Хьетиль Андре Омодт (NOR)  | Эд Подивински (CAN)        |
| 1998 Нагано см. подробнее            | Жан-Люк Кретье (FRA)       | Лассе Кьюс (NOR)           | Ханнес Тринкль (AUT)       |
| 2002 Солт-Лейк-Сити см. подробнее    | Фриц Штробль (AUT)         | Лассе Кьюс (NOR)           | Штефан Эберхартер (AUT)    |
| 2006 Турин см. подробнее             | Антуан Денерья (FRA)       | Михаэль Вальххофер (AUT)   | Бруно Кернен (SUI)         |
| 2010 Ванкувер см. подробнее          | Дидье Дефаго (SUI)         | Аксель Лунд Свиндаль (NOR) | Боде Миллер (USA)          |
| 2014 Сочи см. подробнее              | Маттиас Майер (AUT)        | Кристоф Иннерхофер (ITA)   | Хьетиль Янсруд (NOR)       |
| 2018 Пхёнчхан см. подробнее          | Аксель Лунд Свиндаль (NOR) | Хьетиль Янсруд (NOR)       | Беат Фойц (SUI)            |
| 2022 Пекин см. подробнее             | Беат Фойц (SUI)            | Жоан Кларе (FRA)           | Маттиас Майер (AUT)        |

### Супергигант

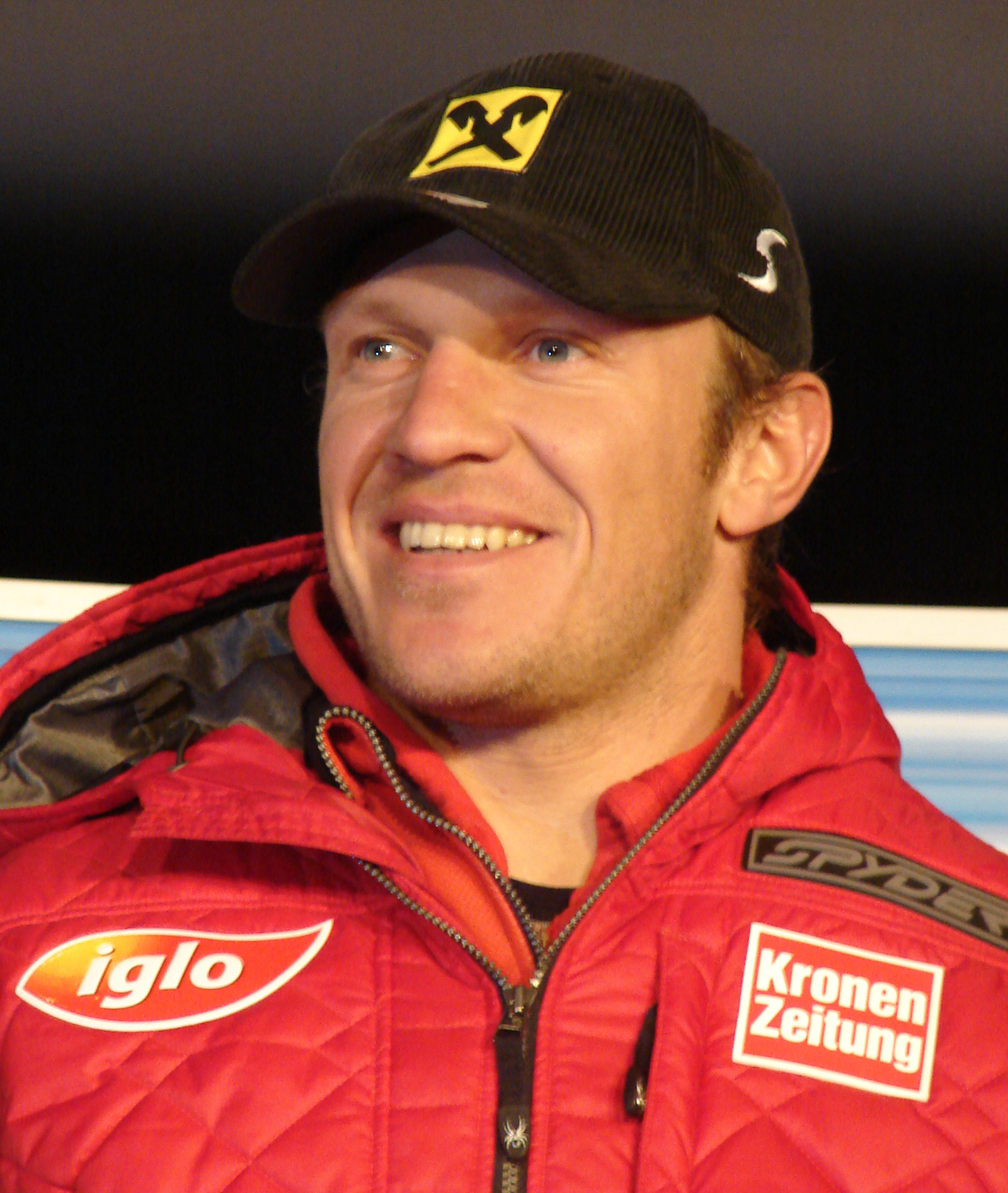
Херман Майер выиграл в супергиганте золото в 1998 году и серебро в 2006 году

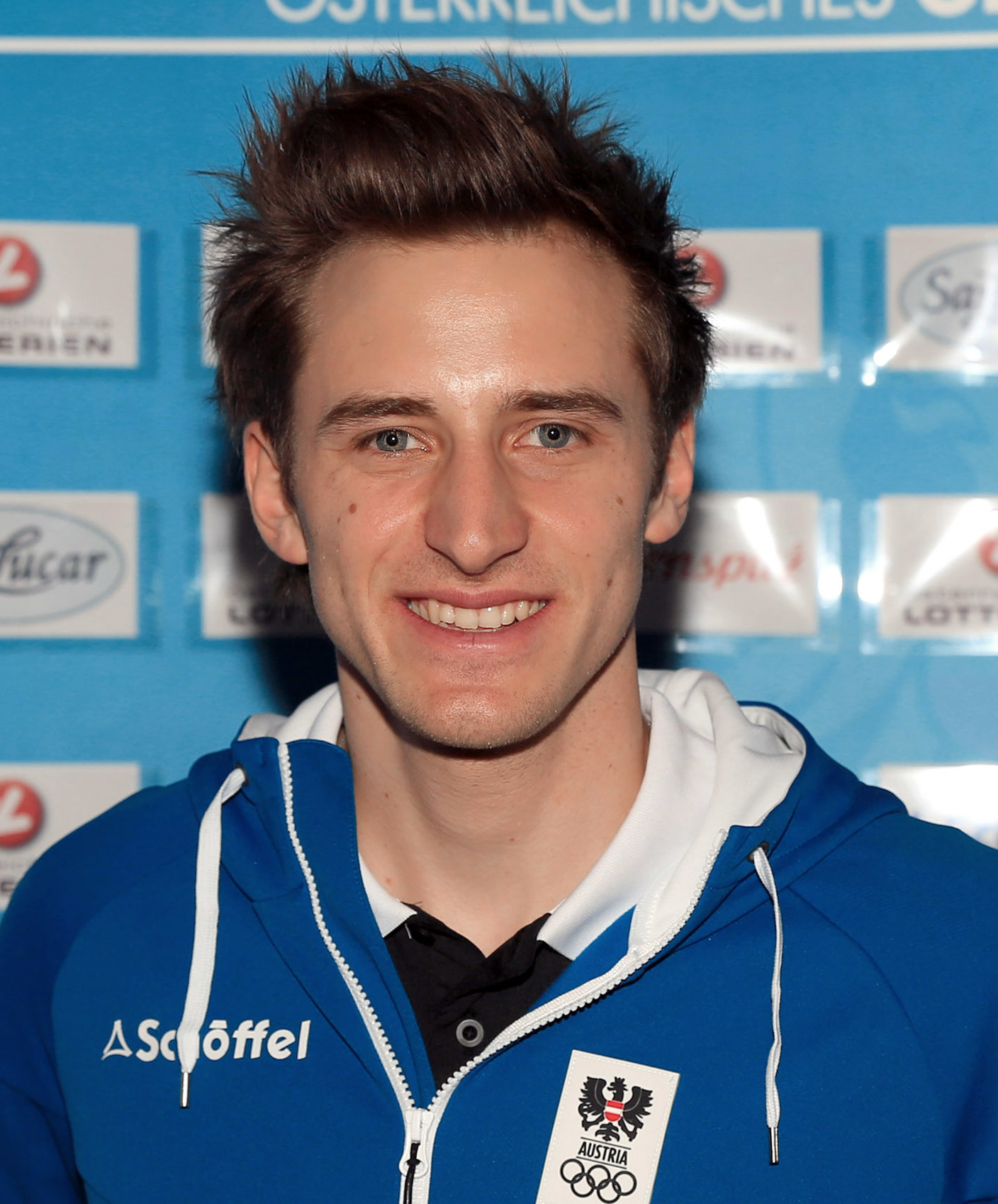
Маттиас Майер выиграл золото в супергиганте на Играх 2018 и 2022 годов

За десять Игр пять раз побеждали норвежцы (в т. ч. трижды — Хьетиль Андре Омодт). Три раза побеждали австрийцы, по разу выигрывали французы и немцы.
| Олимпиада                         | Золото                     | Серебро                 | Бронза                    |
| --------------------------------- | -------------------------- | ----------------------- | ------------------------- |
| 1988 Калгари см. подробнее        | Франк Пиккар (FRA)         | Хельмут Майер (AUT)     | Ларс-Бёрье Эрикссон (SWE) |
| 1992 Альбервиль см. подробнее     | Хьетиль Андре Омодт (NOR)  | Марк Жирарделли (LUX)   | Ян Эйнар Торсен (NOR)     |
| 1994 Лиллехаммер см. подробнее    | Маркус Васмайер (GER)      | Томми Мо (USA)          | Хьетиль Андре Омодт (NOR) |
| 1998 Нагано см. подробнее         | Херман Майер (AUT)         | Ханс Кнаусс (AUT)       | не присуждалась           |
| 1998 Нагано см. подробнее         | Херман Майер (AUT)         | Дидье Кюш (SUI)         | не присуждалась           |
| 2002 Солт-Лейк-Сити см. подробнее | Хьетиль Андре Омодт (NOR)  | Штефан Эберхартер (AUT) | Андреас Шифферер (AUT)    |
| 2006 Турин см. подробнее          | Хьетиль Андре Омодт (NOR)  | Херман Майер (AUT)      | Амбрози Хоффман (SUI)     |
| 2010 Ванкувер см. подробнее       | Аксель Лунд Свиндаль (NOR) | Боде Миллер (USA)       | Эндрю Уайбрехт (USA)      |
| 2014 Сочи см. подробнее           | Хьетиль Янсруд (NOR)       | Эндрю Уайбрехт (USA)    | Боде Миллер (USA)         |
| 2014 Сочи см. подробнее           | Хьетиль Янсруд (NOR)       | Эндрю Уайбрехт (USA)    | Ян Худек (CAN)            |
| 2018 Пхёнчхан см. подробнее       | Маттиас Майер (AUT)        | Беат Фойц (SUI)         | Хьетиль Янсруд (NOR)      |
| 2022 Пекин см. подробнее          | Маттиас Майер (AUT)        | Райан Кокран-Сигл (USA) | А. Омодт Кильде (NOR)     |

### Гигантский слалом

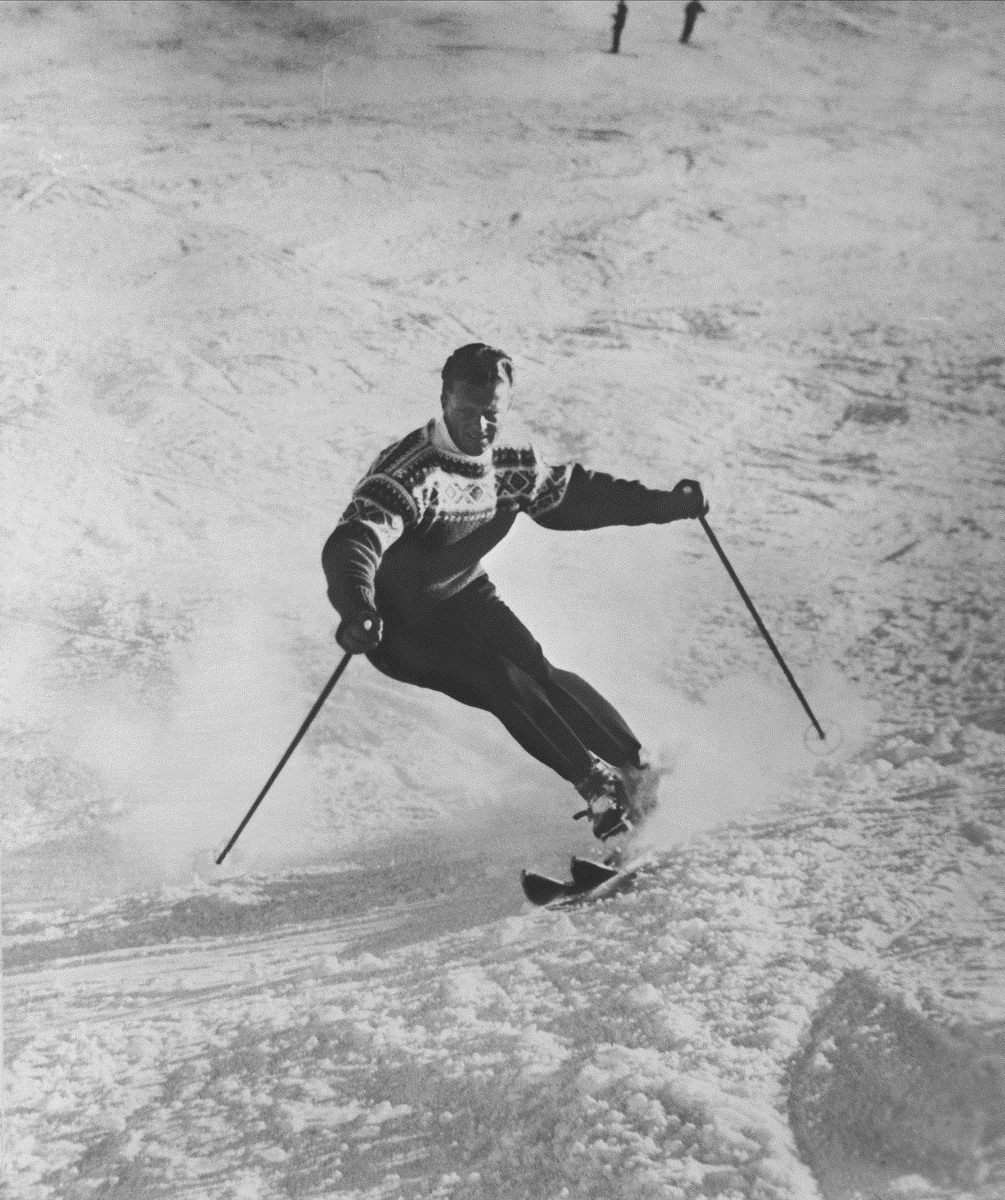
Норвежец Стейн Эриксен в 1952 году стал первым в истории олимпийским чемпионом в гигантском слаломе

За 19 Олимпиад по пять побед на счету австрийцев и швейцарцев, три раза побеждали итальянцы.
| Олимпиада                            | Золото                  | Серебро                    | Бронза                     |
| ------------------------------------ | ----------------------- | -------------------------- | -------------------------- |
| 1952 Осло см. подробнее              | Стейн Эриксен (NOR)     | Кристиан Правда (AUT)      | Тони Шписс (AUT)           |
| 1956 Кортина-д’Ампеццо см. подробнее | Тони Зайлер (AUT)       | Андреас Мольтерер (AUT)    | Вальтер Шустер (AUT)       |
| 1960 Скво-Вэлли см. подробнее        | Роджер Штауб (SUI)      | Йозеф Штиглер (AUT)        | Эрнст Хинтерзер (AUT)      |
| 1964 Инсбрук см. подробнее           | Франсуа Бонльё (FRA)    | Карл Шранц (AUT)           | Йозеф Штиглер (AUT)        |
| 1968 Гренобль см. подробнее          | Жан-Клод Килли (FRA)    | Вилли Фавр (SUI)           | Хайнрих Месснер (AUT)      |
| 1972 Саппоро см. подробнее           | Густав Тёни (ITA)       | Эдмунд Бруггман (SUI)      | Вернер Маттле (SUI)        |
| 1976 Инсбрук см. подробнее           | Хайни Хемми (SUI)       | Эрнст Год (SUI)            | Ингемар Стенмарк (SWE)     |
| 1980 Лейк-Плэсид см. подробнее       | Ингемар Стенмарк (SWE)  | Андреас Венцель (LIE)      | Ханс Энн (AUT)             |
| 1984 Сараево см. подробнее           | Макс Жюлен (SUI)        | Юре Франко (YUG)           | Андреас Венцель (LIE)      |
| 1988 Калгари см. подробнее           | Альберто Томба (ITA)    | Хуберт Штрольц (AUT)       | Пирмин Цурбригген (SUI)    |
| 1992 Альбервиль см. подробнее        | Альберто Томба (ITA)    | Марк Жирарделли (LUX)      | Хьетиль Андре Омодт (NOR)  |
| 1994 Лиллехаммер см. подробнее       | Маркус Васмайер (GER)   | Урс Келин (SUI)            | Кристиан Майер (AUT)       |
| 1998 Нагано см. подробнее            | Херман Майер (AUT)      | Штефан Эберхартер (AUT)    | Михаэль фон Грюниген (SUI) |
| 2002 Солт-Лейк-Сити см. подробнее    | Штефан Эберхартер (AUT) | Боде Миллер (USA)          | Лассе Кьюс (NOR)           |
| 2006 Турин см. подробнее             | Бенджамин Райх (AUT)    | Жоэль Шеналь (FRA)         | Херман Майер (AUT)         |
| 2010 Ванкувер см. подробнее          | Карло Янка (SUI)        | Хьетиль Янсруд (NOR)       | Аксель Лунд Свиндаль (NOR) |
| 2014 Сочи см. подробнее              | Тед Лигети (USA)        | Стив Миссилье (FRA)        | Алексис Пентюро (FRA)      |
| 2018 Пхёнчхан см. подробнее          | Марсель Хиршер (AUT)    | Хенрик Кристофферсен (NOR) | Алексис Пентюро (FRA)      |
| 2022 Пекин см. подробнее             | Марко Одерматт (SUI)    | Жан Краньец (SLO)          | Матьё Февр (FRA)           |

### Слалом

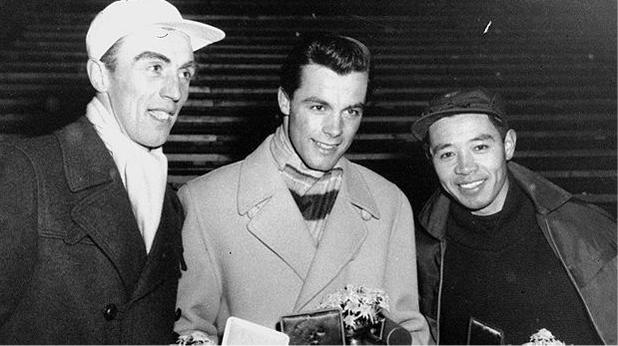
Олимпийский пьедестал 1956 года в слаломе, слева направо: Стиг Солландер, Тони Зайлер, Тихару Игая

Ингемар Стенмарк — олимпийский чемпион Лейк-Плэсида в слаломе

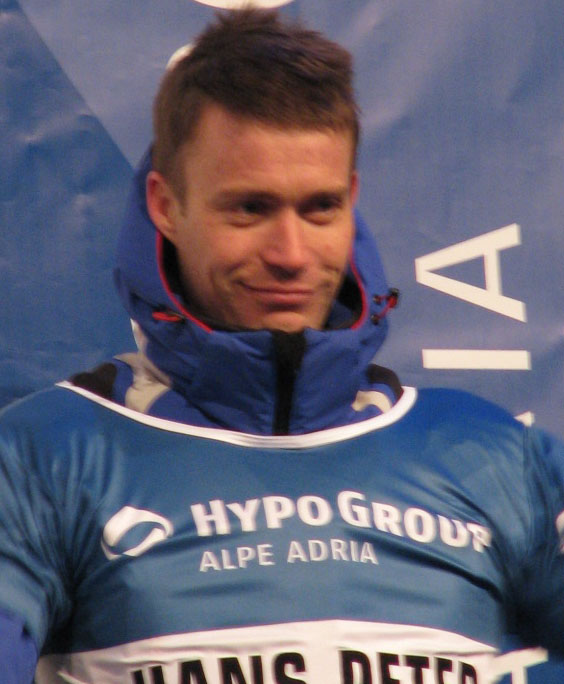
Ханс Петтер Бурос — олимпийский чемпион Нагано в слаломе

За 20 Олимпиад семь побед на счету австрийцев, по 3 раза выигрывали итальянцы и французы, по два раза выигрывали норвежцы и шведы. Швейцарцы за всю историю проведения мужского олимпийского слалома выиграли всего 3 медали — 1 золото, 1 серебро и 1 бронзу. Ни одному горнолыжнику не удавалось дважды выиграть олимпийский слалом. В мужском слаломе была завоёвана единственная олимпийская награда в истории горнолыжного спорта Японии — в 1956 году в Кортина д'Ампеццо серебро выиграл Тихару Игая (эта медаль стала вообще первой для Японии на зимних Олимпиадах).
Пакито Фернандес Очоа в 1972 году, выиграв золото в Саппоро, принёс Испании первую медаль в истории зимних Олимпийских игр, которая и по сей день остаётся единственным «зимним» золотом Испании.
| Олимпиада                            | Золото                      | Серебро                    | Бронза                       |
| ------------------------------------ | --------------------------- | -------------------------- | ---------------------------- |
| 1948 Санкт-Мориц см. подробнее       | Эди Райнальтер (SUI)        | Джеймс Кутте (FRA)         | Анри Орейе (FRA)             |
| 1952 Осло см. подробнее              | Отмар Шнайдер (AUT)         | Стейн Эриксен (NOR)        | Гутторм Берге (NOR)          |
| 1956 Кортина-д’Ампеццо см. подробнее | Тони Зайлер (AUT)           | Тихару Игая (JPN)          | Стиг Солландер (SWE)         |
| 1960 Скво-Вэлли см. подробнее        | Эрнст Хинтерзер (AUT)       | Маттиас Лайтнер (AUT)      | Шарль Бозон (FRA)            |
| 1964 Инсбрук см. подробнее           | Йозеф Штиглер (AUT)         | Билли Кидд (USA)           | Джимми Хойга (USA)           |
| 1968 Гренобль см. подробнее          | Жан-Клод Килли (FRA)        | Херберт Хубер (AUT)        | Альфред Матт (AUT)           |
| 1972 Саппоро см. подробнее           | Пакито Фернандес Очоа (ESP) | Густав Тёни (ITA)          | Роланд Тёни (ITA)            |
| 1976 Инсбрук см. подробнее           | Пьеро Грос (ITA)            | Густав Тёни (ITA)          | Вилли Фроммельт (LIE)        |
| 1980 Лейк-Плэсид см. подробнее       | Ингемар Стенмарк (SWE)      | Фил Маре (USA)             | Жак Люти (SUI)               |
| 1984 Сараево см. подробнее           | Фил Маре (USA)              | Стив Маре (USA)            | Дидье Буве (FRA)             |
| 1988 Калгари см. подробнее           | Альберто Томба (ITA)        | Франк Вёрндль (FRG)        | Пауль Фроммельт (LIE)        |
| 1992 Альбервиль см. подробнее        | Финн Кристиан Ягге (NOR)    | Альберто Томба (ITA)       | Михаэль Тритшер (AUT)        |
| 1994 Лиллехаммер см. подробнее       | Томас Штангассингер (AUT)   | Альберто Томба (ITA)       | Юре Кошир (SLO)              |
| 1998 Нагано см. подробнее            | Ханс Петтер Бурос (NOR)     | Уле Кристиан Фурусет (NOR) | Томас Сикора (AUT)           |
| 2002 Солт-Лейк-Сити см. подробнее    | Жан-Пьер Видаль (FRA)       | Себастьен Амье (FRA)       | Бенджамин Райх (AUT)         |
| 2006 Турин см. подробнее             | Бенджамин Райх (AUT)        | Райнфрид Хербст (AUT)      | Райнер Шёнфельдер (AUT)      |
| 2010 Ванкувер см. подробнее          | Джулиано Раццоли (ITA)      | Ивица Костелич (CRO)       | Андре Мюрер (SWE)            |
| 2014 Сочи см. подробнее              | Марио Матт (AUT)            | Марсель Хиршер (AUT)       | Хенрик Кристофферсен (NOR)   |
| 2018 Пхёнчхан см. подробнее          | Андре Мюрер (SWE)           | Рамон Ценхойзерн (SUI)     | Михаэль Матт (AUT)           |
| 2022 Пекин см. подробнее             | Клеман Ноэль (FRA)          | Йоханнес Штрольц (AUT)     | Себастьян Фосс-Солевог (NOR) |

### Комбинация/суперкомбинация

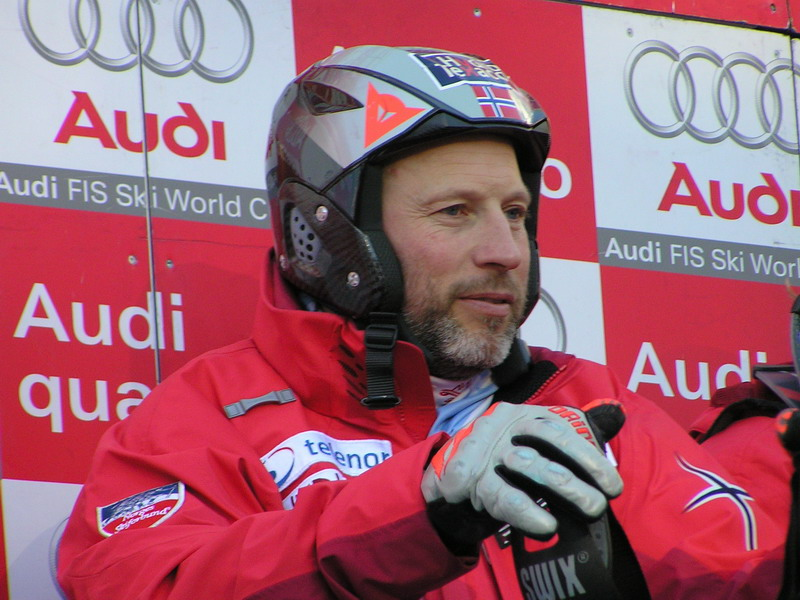
Норвежец Лассе Кьюс своё единственное олимпийское золото выиграл в комбинации

За 12 Игр четыре победы у австрийцев, по два раза побеждали норвежцы и американцы. С 2010 года дисциплина проводится в формате «суперкомбинации» (только одна попытка в слаломе вместо двух). С 2018 года название «комбинация» вновь используется, хотя формат суперкомбинации остался.
Чемпион 1988 года в комбинации Хуберт Штрольц — отец чемпиона 2022 года в комбинации Йоханнеса Штрольца, это первый случай в истории горнолыжного спорта на Олимпийских играх, когда золото выиграли отец и сын.
| Олимпиада                              | Золото                                        | Серебро                                       | Бронза                                        |
| -------------------------------------- | --------------------------------------------- | --------------------------------------------- | --------------------------------------------- |
| 1936 Гармиш-Партенкирхен см. подробнее | Франц Пфнюр (GER)                             | Густав Ланчнер (GER)                          | Эмиль Алле (FRA)                              |
| 1948 Санкт-Мориц см. подробнее         | Анри Орейе (FRA)                              | Карл Молитор (SUI)                            | Джеймс Кутте (FRA)                            |
| 1952—1984                              | Комбинация не входила в олимпийскую программу | Комбинация не входила в олимпийскую программу | Комбинация не входила в олимпийскую программу |
| 1988 Калгари см. подробнее             | Хуберт Штрольц (AUT)                          | Бернхард Гштрайн (AUT)                        | Пауль Аккола (SUI)                            |
| 1992 Альбервиль см. подробнее          | Йозеф Полиг (ITA)                             | Джанфранко Мартин (ITA)                       | Стив Лошер (SUI)                              |
| 1994 Лиллехаммер см. подробнее         | Лассе Кьюс (NOR)                              | Хьетиль Андре Омодт (NOR)                     | Х. К. Странн Нильсен (NOR)                    |
| 1998 Нагано см. подробнее              | Марио Райтер (AUT)                            | Лассе Кьюс (NOR)                              | Кристиан Майер (AUT)                          |
| 2002 Солт-Лейк-Сити см. подробнее      | Хьетиль Андре Омодт (NOR)                     | Боде Миллер (USA)                             | Бенджамин Райх (AUT)                          |
| 2006 Турин см. подробнее               | Тед Лигети (USA)                              | Ивица Костелич (CRO)                          | Райнер Шёнфельдер (AUT)                       |
| 2010 Ванкувер см. подробнее            | Боде Миллер (USA)                             | Ивица Костелич (CRO)                          | Сильван Цурбригген (SUI)                      |
| 2014 Сочи см. подробнее                | Сандро Вилетта (SUI)                          | Ивица Костелич (CRO)                          | Кристоф Иннерхофер (ITA)                      |
| 2018 Пхёнчхан см. подробнее            | Марсель Хиршер (AUT)                          | Алексис Пентюро (FRA)                         | Виктор Мюффа-Жанде (FRA)                      |
| 2022 Пекин см. подробнее               | Йоханнес Штрольц (AUT)                        | А. Омодт Кильде (NOR)                         | Джеймс Кроуфорд (CAN)                         |
| 2026 Кортина-д’Ампеццо см. подробнее   |                                               |                                               |                                               |

## Женщины

### Скоростной спуск

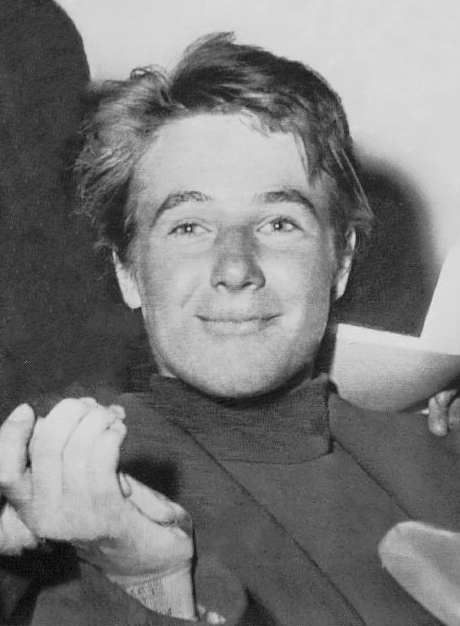
Хайди Библь выиграла золото в скоростном спуске в 1960 году

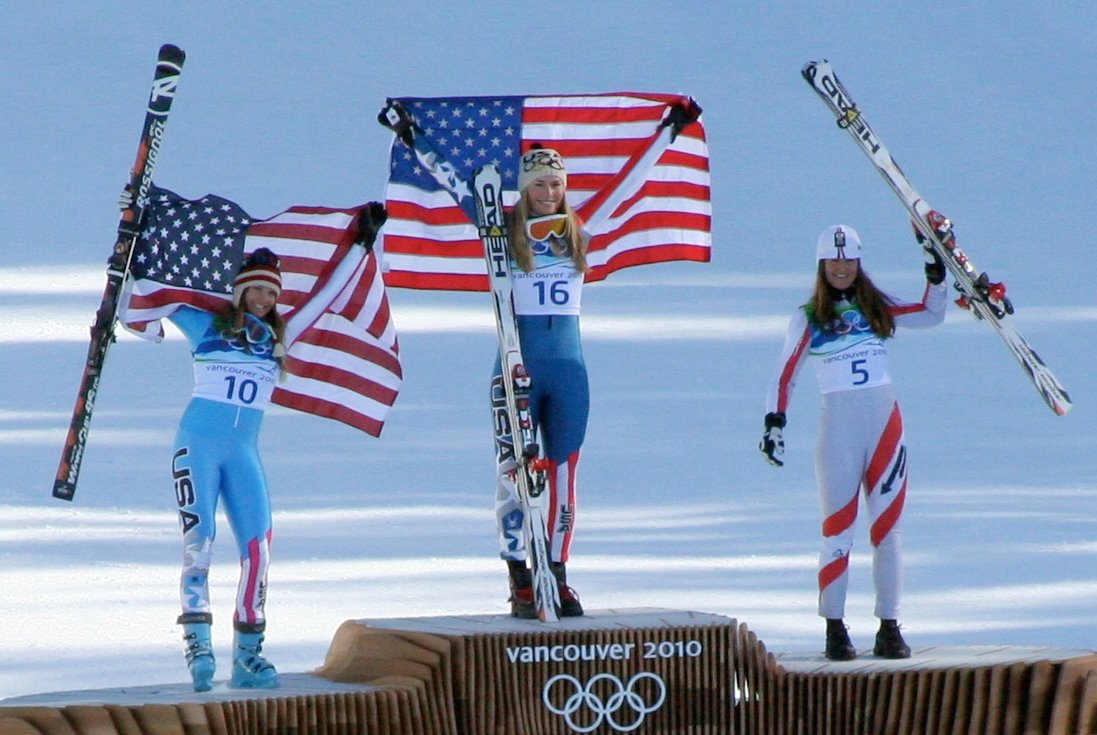
Олимпийский пьедестал в женском скоростном спуске 2010 года. Слева направо: Джулия Манкусо, Линдси Вонн, Элизабет Гёргль

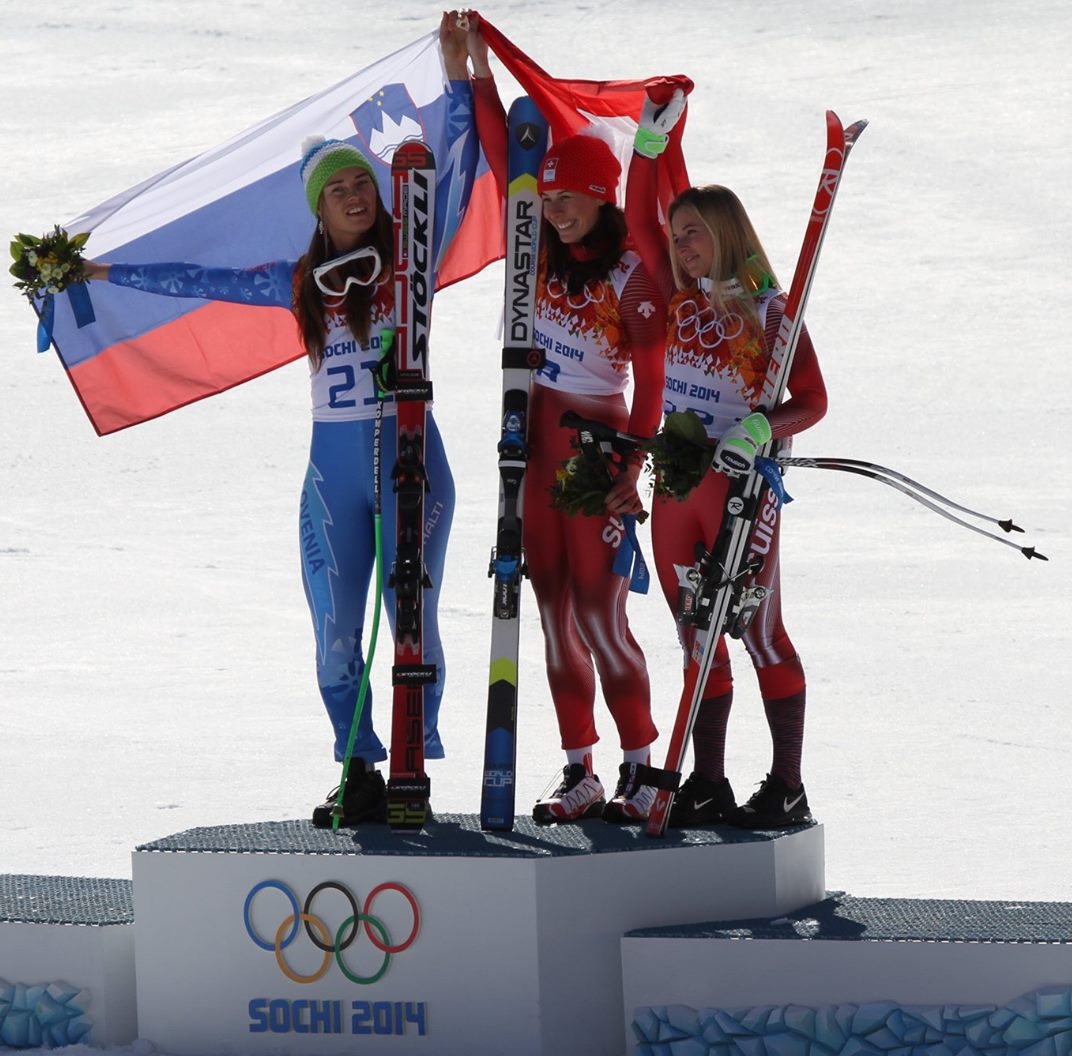
Призёры Игр 2014 года в скоростном спуске, слева направо: Тина Мазе, Доминика Гизин, Лара Гут

За 20 Олимпиад шесть побед у швейцарок, по пять побед на счету австриек и немок. По разу выигрывали француженки, канадки, американки, словенки и итальянки. Серебряный призёр Игр 2006 года Мартина Шильд — внучка первой в истории олимпийской чемпионки в скоростном спуске Хеди Шлунеггер.
В 1984 году в Сараево Ольга Харватова выиграла единственную медаль в горнолыжном спорте в истории Чехословакии.
Катя Зайцингер — единственная в истории двукратная олимпийская чемпионка в скоростном спуске, как среди женщин, так и среди мужчин.
В 2014 году в женском скоростном спуске впервые в истории горнолыжного спорта на Олимпийских играх сразу два человека поделили золото — Тина Мазе и Доминика Гизин.
| Олимпиада                            | Золото                     | Серебро                   | Бронза                   |
| ------------------------------------ | -------------------------- | ------------------------- | ------------------------ |
| 1948 Санкт-Мориц см. подробнее       | Хеди Шлунеггер (SUI)       | Труде Байзер (AUT)        | Рези Хаммерер (AUT)      |
| 1952 Осло см. подробнее              | Труде Йохум-Байзер (AUT)   | Аннемари Бухнер (GER)     | Джулиана Минуццо (ITA)   |
| 1956 Кортина-д’Ампеццо см. подробнее | Мадлен Берто (SUI)         | Фрида Денцер (SUI)        | Люсиль Уилер (CAN)       |
| 1960 Скво-Вэлли см. подробнее        | Хайди Библь (EUA)          | Пенни Питу (USA)          | Траудль Хехер (AUT)      |
| 1964 Инсбрук см. подробнее           | Кристль Хас (AUT)          | Эдит Циммерман (AUT)      | Траудль Хехер (AUT)      |
| 1968 Гренобль см. подробнее          | Ольга Палль (AUT)          | Изабель Мир (FRA)         | Кристль Хас (AUT)        |
| 1972 Саппоро см. подробнее           | Мари-Терез Надиг (SUI)     | Аннемари Прёль (AUT)      | Сьюзан Коррок (USA)      |
| 1976 Инсбрук см. подробнее           | Рози Миттермайер (FRG)     | Бригитте Точниг (AUT)     | Синди Нельсон (USA)      |
| 1980 Лейк-Плэсид см. подробнее       | Аннемари Мозер-Прёль (AUT) | Ханни Венцель (LIE)       | Мари-Терез Надиг (SUI)   |
| 1984 Сараево см. подробнее           | Микела Фиджини (SUI)       | Мария Валлизер (SUI)      | Ольга Харватова (TCH)    |
| 1988 Калгари см. подробнее           | Марина Киль (FRG)          | Бригитт Эртли (SUI)       | Карен Перси (CAN)        |
| 1992 Альбервиль см. подробнее        | Керрин Ли-Гартнер (CAN)    | Хилари Линд (USA)         | Вероника Валлингер (AUT) |
| 1994 Лиллехаммер см. подробнее       | Катя Зайцингер (GER)       | Пикабо Стрит (USA)        | Изольде Костнер (ITA)    |
| 1998 Нагано см. подробнее            | Катя Зайцингер (GER)       | Пернилла Виберг (SWE)     | Флоранс Манада (FRA)     |
| 2002 Солт-Лейк-Сити см. подробнее    | Кароль Монтийе (FRA)       | Изольде Костнер (ITA)     | Ренате Гётшль (AUT)      |
| 2006 Турин см. подробнее             | Михаэла Дорфмайстер (AUT)  | Мартина Шильд (SUI)       | Аня Персон (SWE)         |
| 2010 Ванкувер см. подробнее          | Линдси Вонн (USA)          | Джулия Манкусо (USA)      | Элизабет Гёргль (AUT)    |
| 2014 Сочи см. подробнее              | Тина Мазе (SLO)            | —                         | Лара Гут (SUI)           |
| 2014 Сочи см. подробнее              | Доминика Гизин (SUI)       | —                         | Лара Гут (SUI)           |
| 2018 Пхёнчхан см. подробнее          | София Годжа (ITA)          | Рагнхильд Мовинкель (NOR) | Линдси Вонн (USA)        |
| 2022 Пекин см. подробнее             | Коринн Зутер (SUI)         | София Годжа (ITA)         | Надя Делаго (ITA)        |

### Супергигант

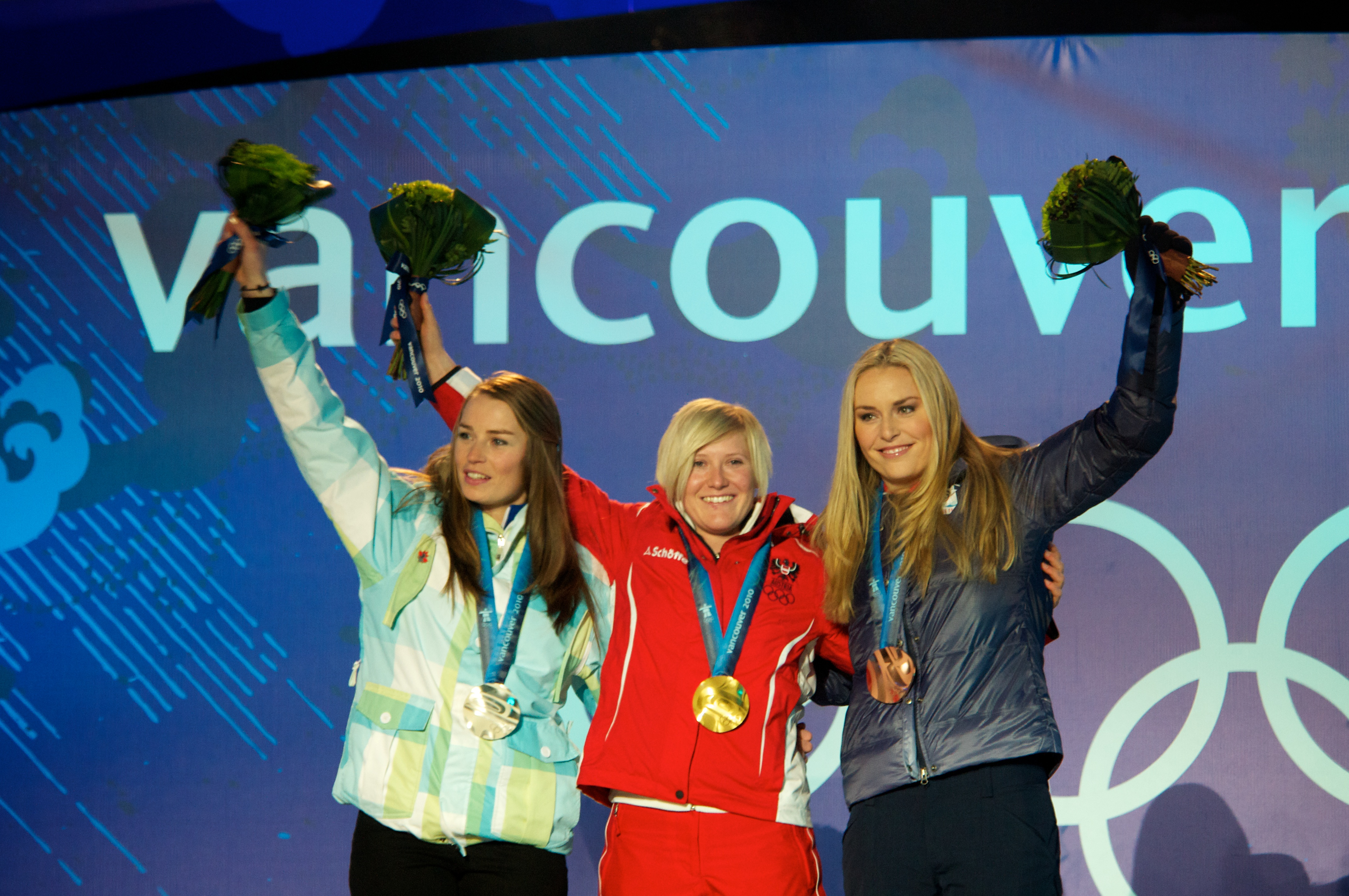
Пьедестал супергиганта на Играх 2010 года. Слева направо: Тина Мазе, Андреа Фишбахер, Линдси Вонн

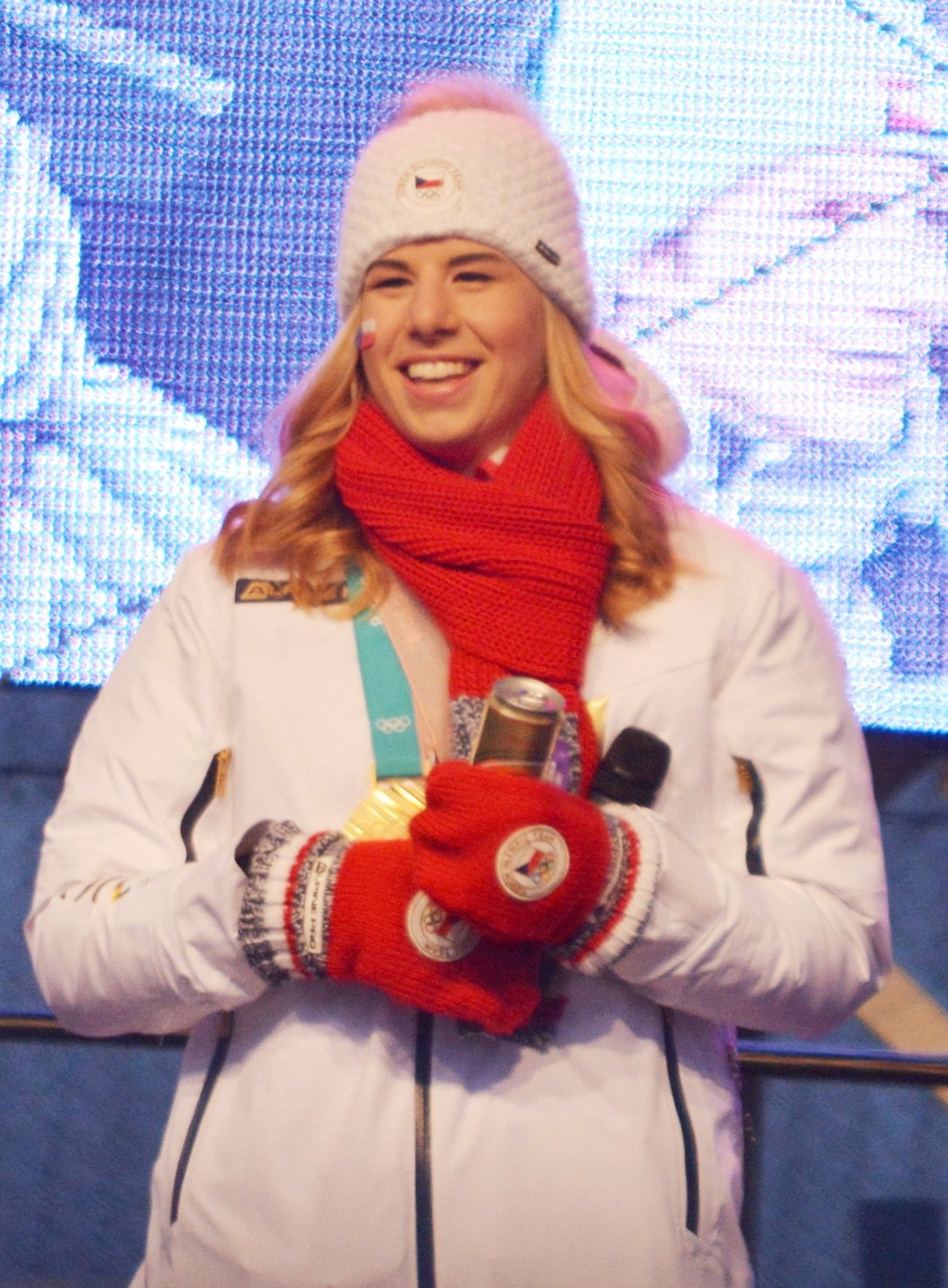
Эстер Ледецкая сенсационно выиграла золото в супергиганте в 2018 году

За 10 Игр 4 раза побеждали австрийки, по два раза выигрывали итальянки и американки. В женском супергиганте была завоёвана единственная олимпийская награда в истории российского горнолыжного спорта — в 1994 году в Лиллехаммере серебро выиграла Светлана Гладышева.
| Олимпиада                         | Золото                    | Серебро                   | Бронза                      |
| --------------------------------- | ------------------------- | ------------------------- | --------------------------- |
| 1988 Калгари см. подробнее        | Зигрид Вольф (AUT)        | Микела Фиджини (SUI)      | Карен Перси (CAN)           |
| 1992 Альбервиль см. подробнее     | Дебора Компаньони (ITA)   | Кароль Мерль (FRA)        | Катя Зайцингер (GER)        |
| 1994 Лиллехаммер см. подробнее    | Дайанн Рофф (USA)         | Светлана Гладышева (RUS)  | Изольде Костнер (ITA)       |
| 1998 Нагано см. подробнее         | Пикабо Стрит (USA)        | Михаэла Дорфмайстер (AUT) | Александра Майснитцер (AUT) |
| 2002 Солт-Лейк-Сити см. подробнее | Даниэла Чеккарелли (ITA)  | Яница Костелич (CRO)      | Карен Путцер (ITA)          |
| 2006 Турин см. подробнее          | Михаэла Дорфмайстер (AUT) | Яница Костелич (CRO)      | Александра Майснитцер (AUT) |
| 2010 Ванкувер см. подробнее       | Андреа Фишбахер (AUT)     | Тина Мазе (SLO)           | Линдси Вонн (USA)           |
| 2014 Сочи см. подробнее           | Анна Феннингер (AUT)      | Мария Хёфль-Риш (GER)     | Николь Хосп (AUT)           |
| 2018 Пхёнчхан см. подробнее       | Эстер Ледецкая (CZE)      | Анна Файт (AUT)           | Тина Вайратер (LIE)         |
| 2022 Пекин см. подробнее          | Лара Гут-Бехрами (SUI)    | Мирьям Пухнер (AUT)       | Мишель Гизин (SUI)          |

### Гигантский слалом

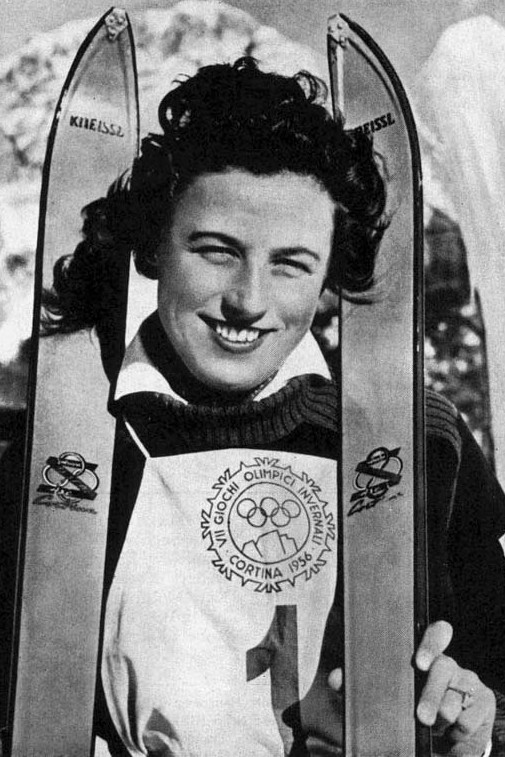
Олимпийская чемпионка 1956 года в гигантском слаломе Осси Райхерт

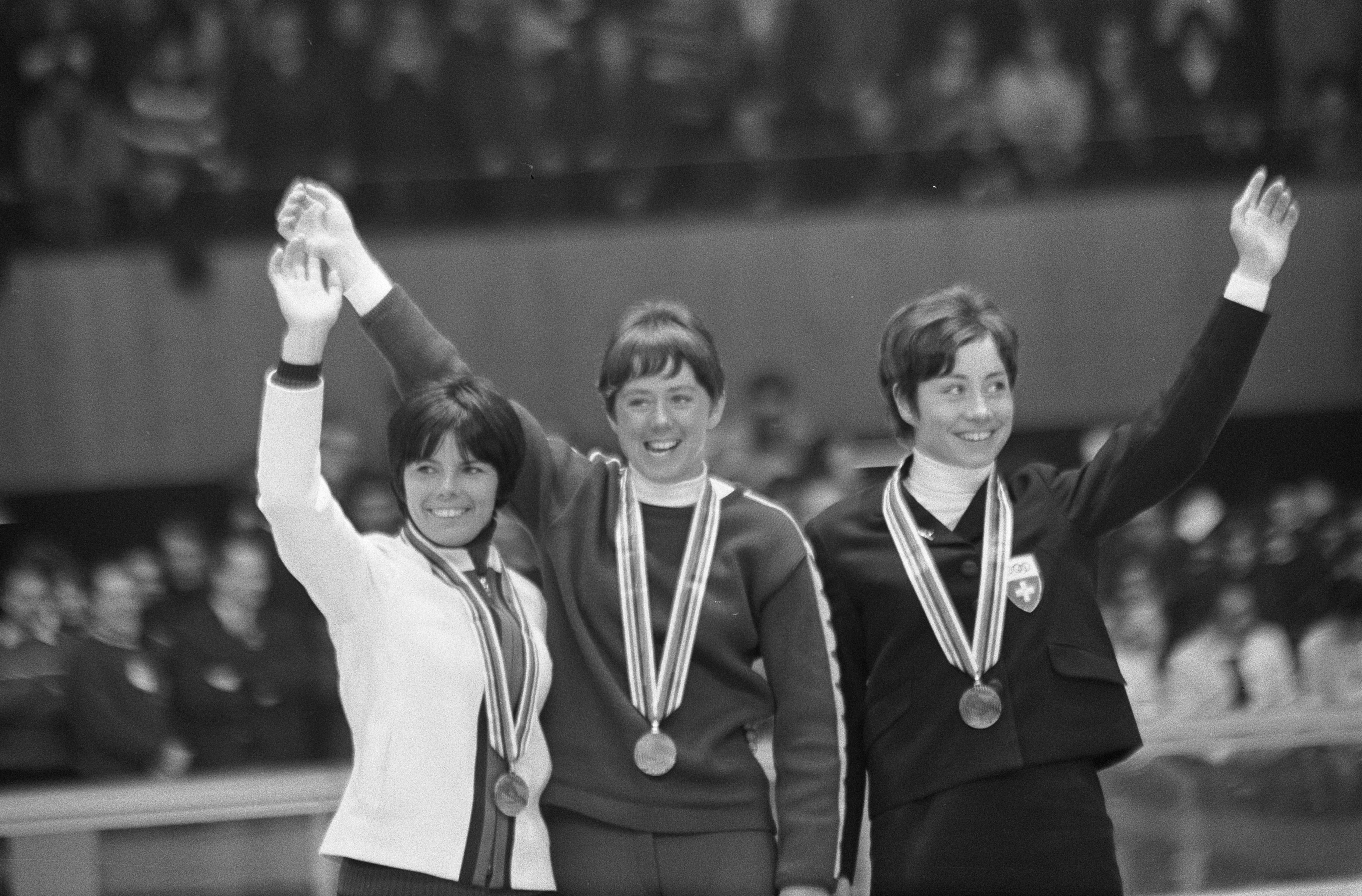
Призёры Игр 1968 года в гигантском слаломе, слева направо: Анни Фамоз, Нэнси Грин, Фернанда Бошате

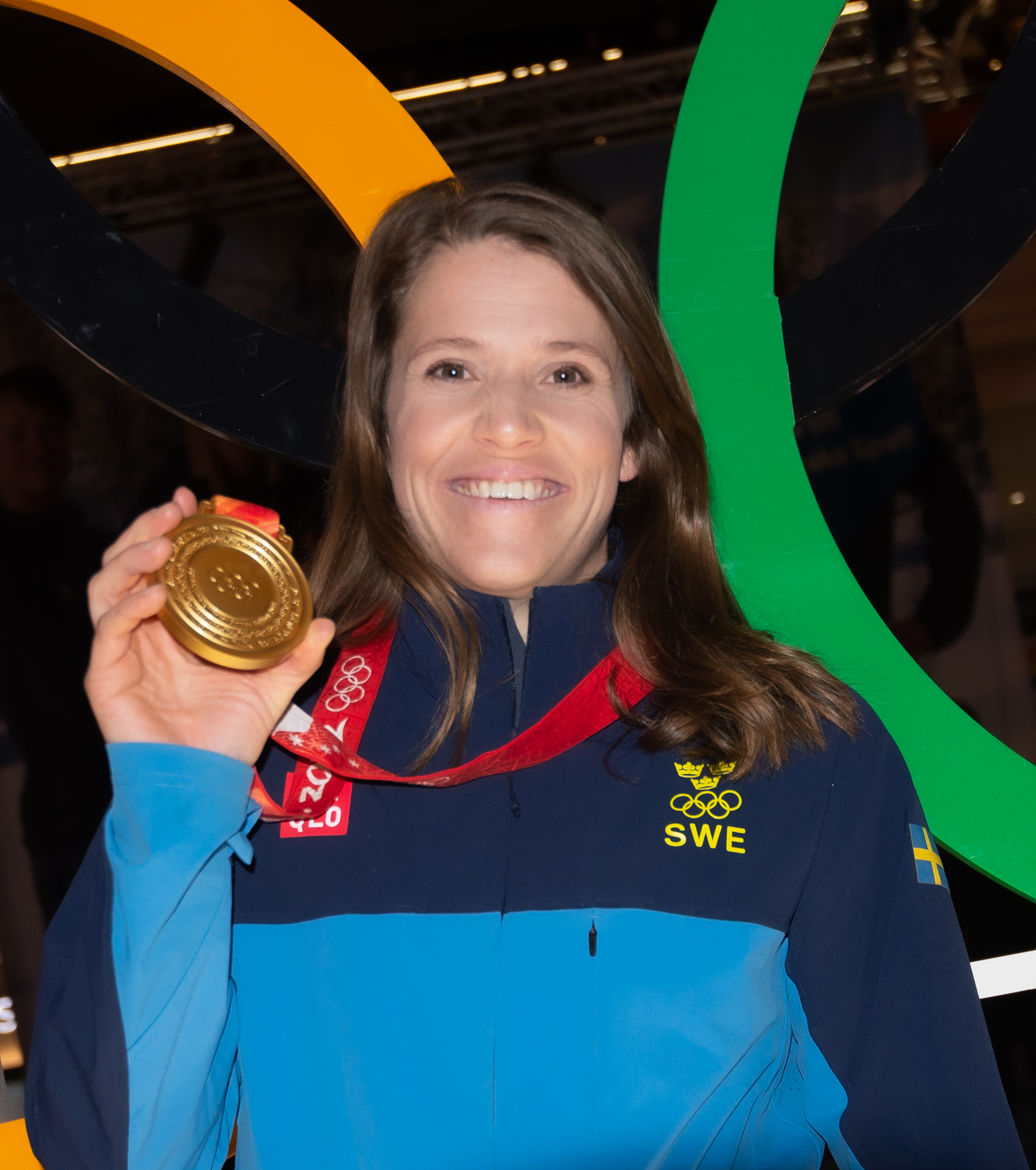
Сара Хектор со своей золотой медалью 2022 года

За 19 Олимпиад 4 победы у американок и 3 победы у швейцарок. Женский гигантский слалом — единственная горнолыжная дисциплина, в которой Австрия никогда не выигрывала олимпийское золото. На счету австриек 6 серебряных и 3 бронзовые награды.
В женском гигантском слаломе была завоёвана единственная олимпийская медаль в истории финского горнолыжного спорта — в 2006 году в Турине серебро выиграла Таня Поутиайнен.
| Олимпиада                            | Золото                    | Серебро                     | Бронза                    |
| ------------------------------------ | ------------------------- | --------------------------- | ------------------------- |
| 1952 Осло см. подробнее              | Андреа Мид-Лоуренс (USA)  | Дагмар Ром (AUT)            | Аннемари Бухнер (GER)     |
| 1956 Кортина-д’Ампеццо см. подробнее | Осси Райхерт (EUA)        | Путци Франдль (AUT)         | Теа Хохляйтнер (AUT)      |
| 1960 Скво-Вэлли см. подробнее        | Ивонн Рюэгг (SUI)         | Пенни Питу (USA)            | Джулиана Минуццо (ITA)    |
| 1964 Инсбрук см. подробнее           | Мариэль Гуашель (FRA)     | Кристин Гуашель (FRA)       | не присуждалась           |
| 1964 Инсбрук см. подробнее           | Мариэль Гуашель (FRA)     | Джин Соберт (USA)           | не присуждалась           |
| 1968 Гренобль см. подробнее          | Нэнси Грин (CAN)          | Анни Фамоз (FRA)            | Фернанда Бошате (SUI)     |
| 1972 Саппоро см. подробнее           | Мари-Терез Надиг (SUI)    | Аннемари Прёль (AUT)        | Вильтруд Дрексель (AUT)   |
| 1976 Инсбрук см. подробнее           | Кэти Крайнер (CAN)        | Рози Миттермайер (FRG)      | Даниэль Дебернар (FRA)    |
| 1980 Лейк-Плэсид см. подробнее       | Ханни Венцель (LIE)       | Ирене Эппле (FRG)           | Перрин Пелан (FRA)        |
| 1984 Сараево см. подробнее           | Дебби Армстронг (USA)     | Кристин Купер (USA)         | Перрин Пелан (FRA)        |
| 1988 Калгари см. подробнее           | Френи Шнайдер (SUI)       | Криста Кинсхофер (FRG)      | Мария Валлизер (SUI)      |
| 1992 Альбервиль см. подробнее        | Пернилла Виберг (SWE)     | Дайанн Рофф (USA)           | не присуждалась           |
| 1992 Альбервиль см. подробнее        | Пернилла Виберг (SWE)     | Анита Вахтер (AUT)          | не присуждалась           |
| 1994 Лиллехаммер см. подробнее       | Дебора Компаньони (ITA)   | Мартина Эртль (GER)         | Френи Шнайдер (SUI)       |
| 1998 Нагано см. подробнее            | Дебора Компаньони (ITA)   | Александра Майснитцер (AUT) | Катя Зайцингер (GER)      |
| 2002 Солт-Лейк-Сити см. подробнее    | Яница Костелич (CRO)      | Аня Персон (SWE)            | Соня Неф (SUI)            |
| 2006 Турин см. подробнее             | Джулия Манкусо (USA)      | Таня Поутиайнен (FIN)       | Анна Оттоссон (SWE)       |
| 2010 Ванкувер см. подробнее          | Виктория Ребенсбург (GER) | Тина Мазе (SLO)             | Элизабет Гёргль (AUT)     |
| 2014 Сочи см. подробнее              | Тина Мазе (SLO)           | Анна Феннингер (AUT)        | Виктория Ребенсбург (GER) |
| 2018 Пхёнчхан см. подробнее          | Микаэла Шиффрин (USA)     | Рагнхильд Мовинкель (NOR)   | Федерика Бриньоне (ITA)   |
| 2022 Пекин см. подробнее             | Сара Хектор (SWE)         | Федерика Бриньоне (ITA)     | Лара Гут-Бехрами (SUI)    |

### Слалом

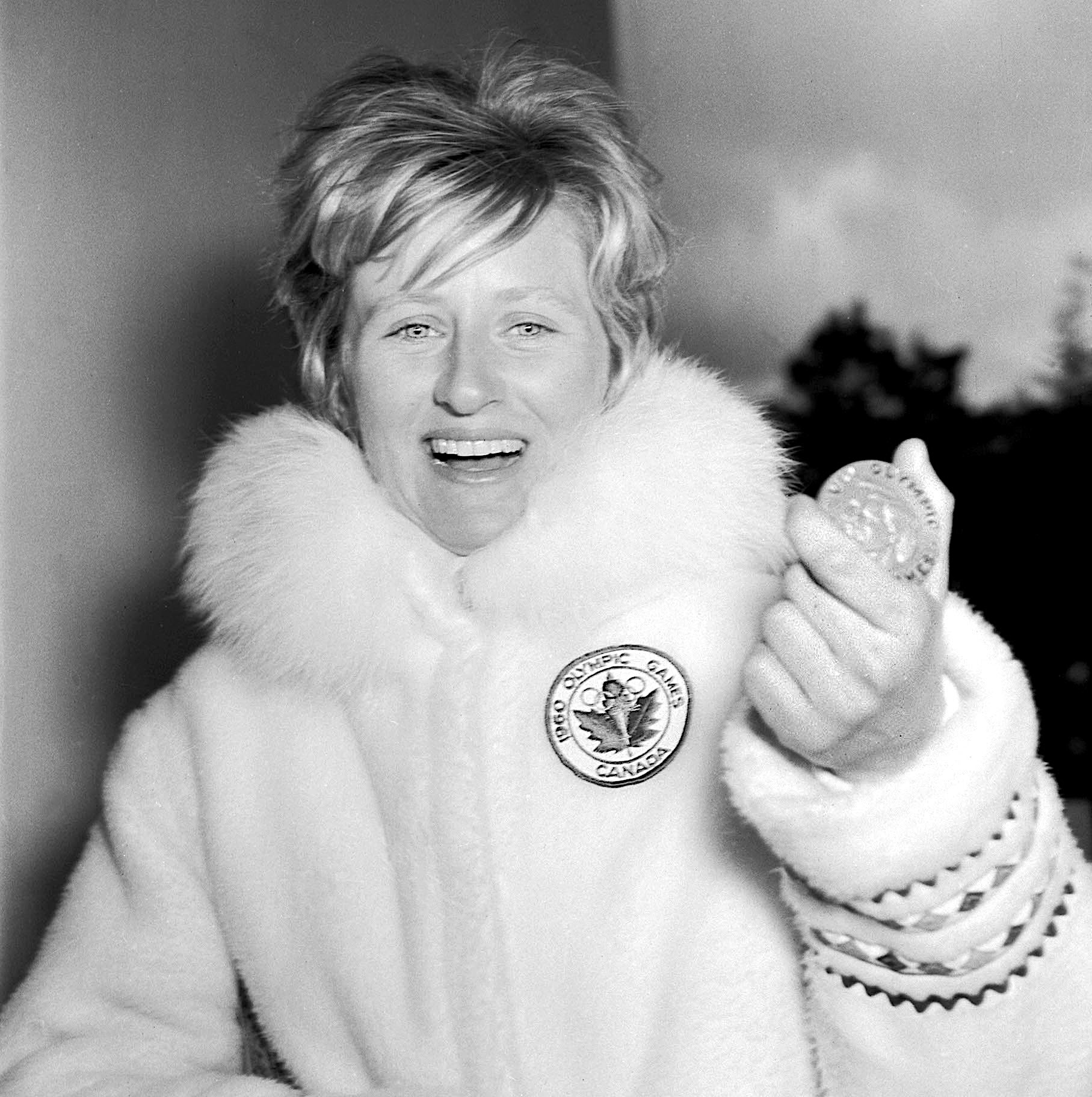
Канадка Энн Хеггтвейт со своей золотой олимпийской медалью 1960 года

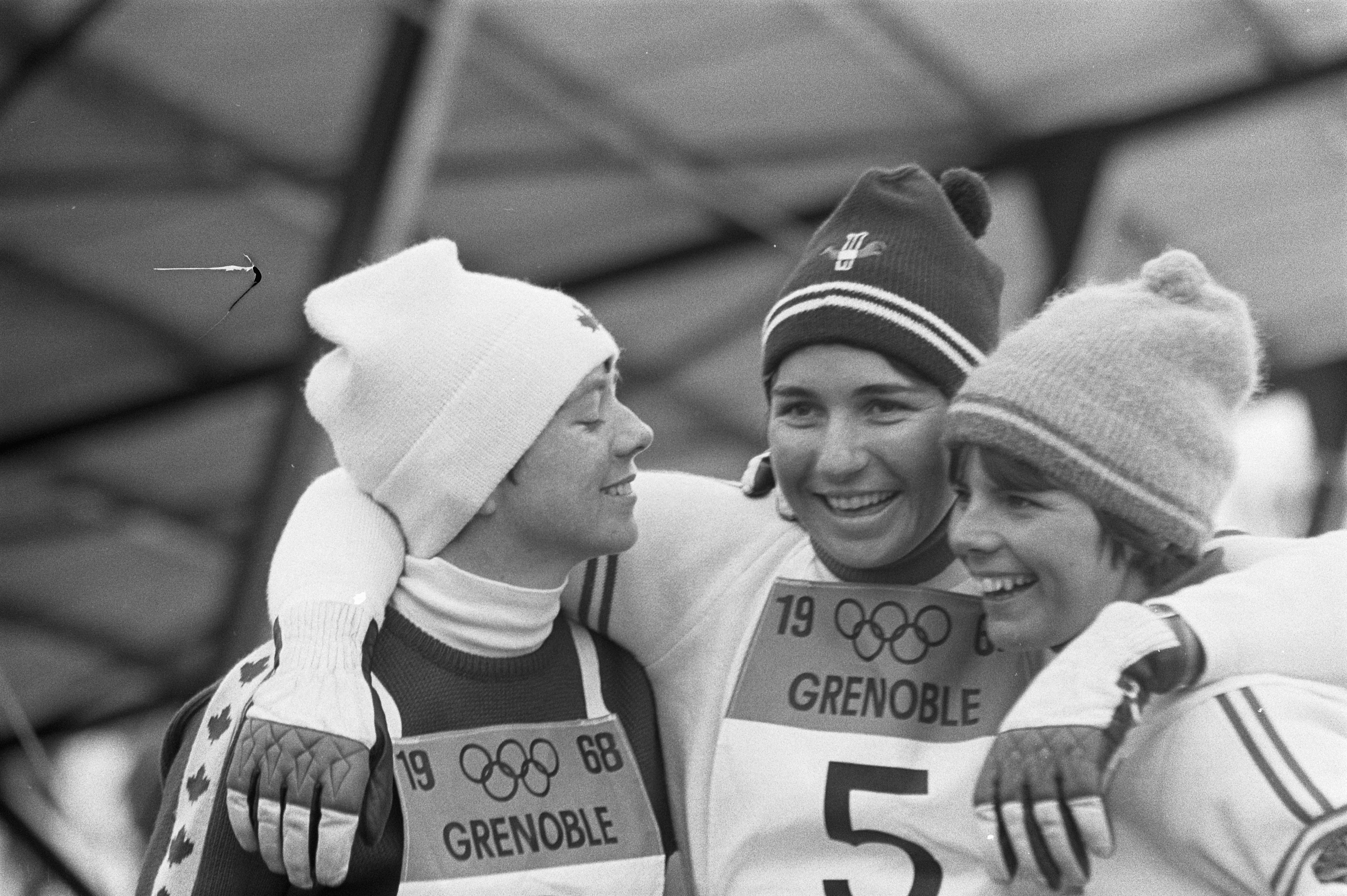
Призёры слалома на Играх 1968 года. Слева направо: Нэнси Грин, Мариэль Гуашель, Анни Фамоз

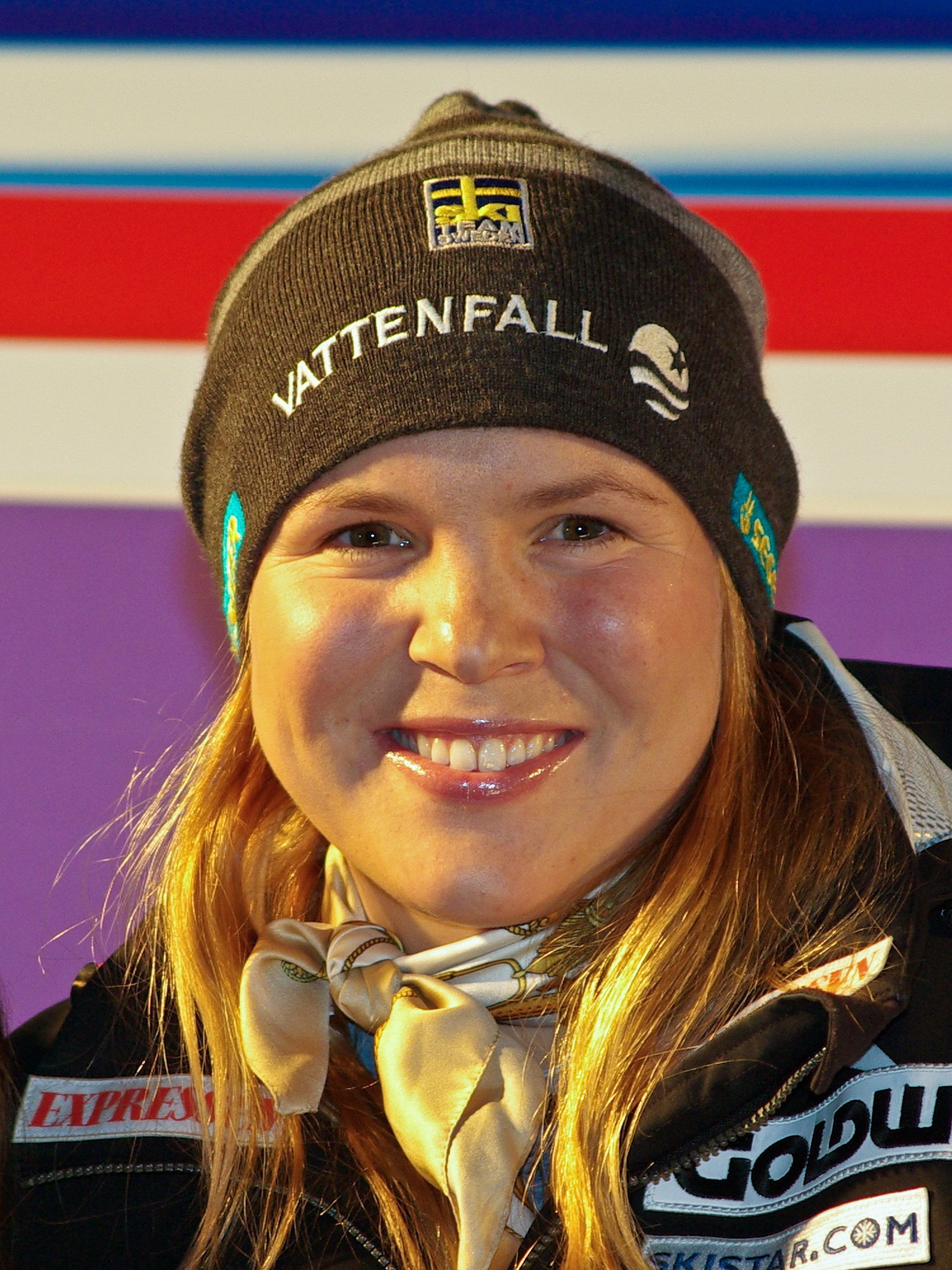
Аня Персон в слаломе — бронза в 2002 году и золото в 2006 году

За 20 Игр американки одержали четыре победы, по три у швейцарок и немок. У австриек всего одна победа — Петра Кронбергер стала первой в 1992 году в Альбервиле. В женском слаломе была завоёвана единственная олимпийская медаль в истории советского горнолыжного спорта — в 1956 году бронзу выиграла Евгения Сидорова.
Серебро новозеландки Аннелиз Кобергер в 1992 году в Альбервиле — первая медаль представителей Южного полушария в горнолыжном спорте. Через шесть лет в Нагано австралийка Зали Стегалл выиграла вторую, на этот раз бронзу. Эти медали остаются единственными для этих стран в горнолыжном спорте. В 2022 году Петра Вльгова принесла Словакии первую в истории олимпийскую медаль в горнолыжном спорте.
Швейцарка Френи Шнайдер — единственная в истории двукратная олимпийская чемпионка в слаломе, как среди женщин, так и среди мужчин.
| Олимпиада                            | Золото                   | Серебро                   | Бронза                      |
| ------------------------------------ | ------------------------ | ------------------------- | --------------------------- |
| 1948 Санкт-Мориц см. подробнее       | Гретхен Фрейзер (USA)    | Антуанетта Майер (SUI)    | Эрика Марингер (AUT)        |
| 1952 Осло см. подробнее              | Андреа Мид-Лоуренс (USA) | Осси Райхерт (GER)        | Аннемари Бухнер (GER)       |
| 1956 Кортина-д’Ампеццо см. подробнее | Рене Колльяр (SUI)       | Регина Шёпф (AUT)         | Евгения Сидорова (URS)      |
| 1960 Скво-Вэлли см. подробнее        | Энн Хеггтвейт (CAN)      | Бетси Снайт (USA)         | Барбара Хеннебергер (EUA)   |
| 1964 Инсбрук см. подробнее           | Кристин Гуашель (FRA)    | Мариэль Гуашель (FRA)     | Джин Соберт (USA)           |
| 1968 Гренобль см. подробнее          | Мариэль Гуашель (FRA)    | Нэнси Грин (CAN)          | Анни Фамоз (FRA)            |
| 1972 Саппоро см. подробнее           | Барбара Кокран (USA)     | Даниэль Дебернар (FRA)    | Флоранс Стёрер (FRA)        |
| 1976 Инсбрук см. подробнее           | Рози Миттермайер (FRG)   | Клаудия Джордани (ITA)    | Ханни Венцель (LIE)         |
| 1980 Лейк-Плэсид см. подробнее       | Ханни Венцель (LIE)      | Криста Кинсхофер (FRG)    | Эрика Хесс (SUI)            |
| 1984 Сараево см. подробнее           | Паолетта Магони (ITA)    | Перрин Пелан (FRA)        | Урсула Концетт (LIE)        |
| 1988 Калгари см. подробнее           | Френи Шнайдер (SUI)      | Матея Свет (YUG)          | Криста Кинсхофер (FRG)      |
| 1992 Альбервиль см. подробнее        | Петра Кронбергер (AUT)   | Аннелиз Кобергер (NZL)    | Бланка Фернандес Очоа (ESP) |
| 1994 Лиллехаммер см. подробнее       | Френи Шнайдер (SUI)      | Эльфи Эдер (AUT)          | Катя Корен (SLO)            |
| 1998 Нагано см. подробнее            | Хильде Герг (GER)        | Дебора Компаньони (ITA)   | Зали Стегалл (AUS)          |
| 2002 Солт-Лейк-Сити см. подробнее    | Яница Костелич (CRO)     | Лор Пекеньо (FRA)         | Аня Персон (SWE)            |
| 2006 Турин см. подробнее             | Аня Персон (SWE)         | Николь Хосп (AUT)         | Марлис Шильд (AUT)          |
| 2010 Ванкувер см. подробнее          | Мария Риш (GER)          | Марлис Шильд (AUT)        | Шарка Загробская (CZE)      |
| 2014 Сочи см. подробнее              | Микаэла Шиффрин (USA)    | Марлис Шильд (AUT)        | Катрин Цеттель (AUT)        |
| 2018 Пхёнчхан см. подробнее          | Фрида Хансдоттер (SWE)   | Венди Хольденер (SUI)     | Катарина Галльхубер (AUT)   |
| 2022 Пекин см. подробнее             | Петра Вльгова (SVK)      | Катарина Линсбергер (AUT) | Венди Хольденер (SUI)       |

### Комбинация/суперкомбинация

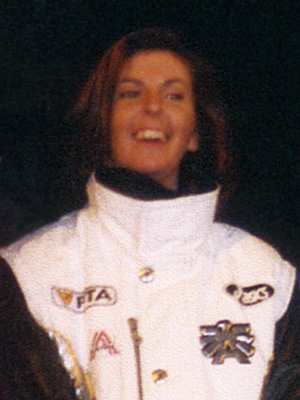
Анита Вахтер — олимпийская чемпионка Калгари в комбинации

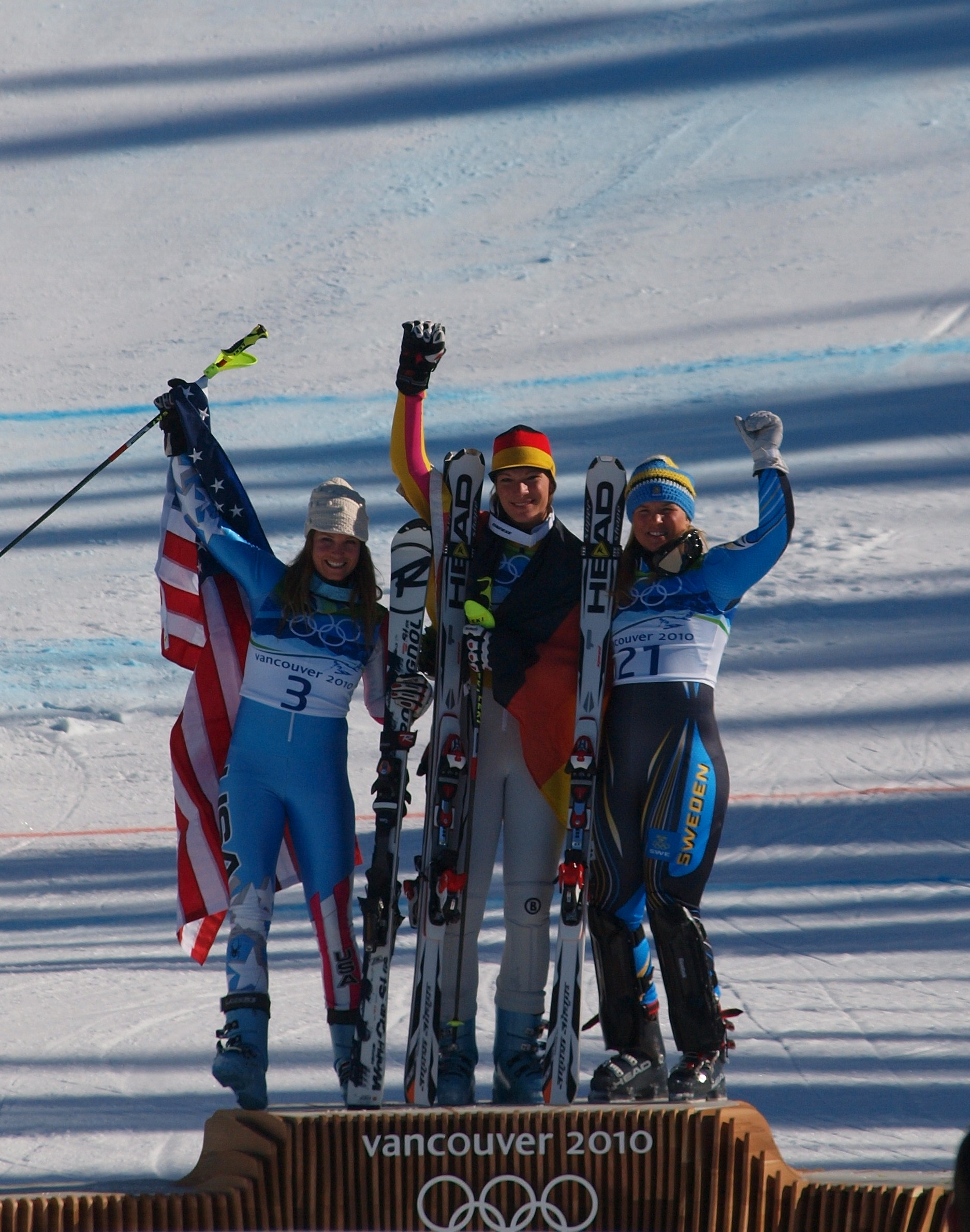
Призёры Игр 2010 года в суперкомбинации, слева направо: Джулия Манкусо, Мария Риш, Аня Персон

За 12 Олимпиад 4 победы у немок, три у австриек, две у хорваток и швейцарок, одна у шведок. Три спортсменки выигрывали комбинацию по два раз подряд — Яница Костелич (2002 и 2006), Мария Хёфль-Риш (2010 и 2014), Мишель Гизин (2018 и 2022).
| Олимпиада                              | Золото                                        | Серебро                                       | Бронза                                        |
| -------------------------------------- | --------------------------------------------- | --------------------------------------------- | --------------------------------------------- |
| 1936 Гармиш-Партенкирхен см. подробнее | Кристль Кранц (GER)                           | Кете Гразеггер (GER)                          | Лайла Шу Нильсен (NOR)                        |
| 1948 Санкт-Мориц см. подробнее         | Труде Байзер (AUT)                            | Гретхен Фрэзер (USA)                          | Эрика Марингер (AUT)                          |
| 1952—1984                              | Комбинация не входила в олимпийскую программу | Комбинация не входила в олимпийскую программу | Комбинация не входила в олимпийскую программу |
| 1988 Калгари см. подробнее             | Анита Вахтер (AUT)                            | Бригитт Эртли (SUI)                           | Мария Валлизер (SUI)                          |
| 1992 Альбервиль см. подробнее          | Петра Кронбергер (AUT)                        | Анита Вахтер (AUT)                            | Флоранс Манада (FRA)                          |
| 1994 Лиллехаммер см. подробнее         | Пернилла Виберг (SWE)                         | Френи Шнайдер (SUI)                           | Аленка Довжан (SLO)                           |
| 1998 Нагано см. подробнее              | Катя Зайцингер (GER)                          | Мартина Эртль (GER)                           | Хильде Герг (GER)                             |
| 2002 Солт-Лейк-Сити см. подробнее      | Яница Костелич (CRO)                          | Рената Гётшль (AUT)                           | Мартина Эртль (GER)                           |
| 2006 Турин см. подробнее               | Яница Костелич (CRO)                          | Марлис Шильд (AUT)                            | Аня Персон (SWE)                              |
| 2010 Ванкувер см. подробнее            | Мария Риш (GER)                               | Джулия Манкусо (USA)                          | Аня Персон (SWE)                              |
| 2014 Сочи см. подробнее                | Мария Хёфль-Риш (GER)                         | Николь Хосп (AUT)                             | Джулия Манкусо (USA)                          |
| 2018 Пхёнчхан см. подробнее            | Мишель Гизин (SUI)                            | Микаэла Шиффрин (USA)                         | Венди Хольденер (SUI)                         |
| 2022 Пекин см. подробнее               | Мишель Гизин (SUI)                            | Венди Хольденер (SUI)                         | Федерика Бриньоне (ITA)                       |

## Командные соревнования
Впервые включены в олимпийскую программу в 2018 году.
| Олимпиада                   | Золото | Серебро | Бронза |
| --------------------------- | --- | --- | --- |
| 2018 Пхёнчхан см. подробнее | Швейцария · Дениз Файерабенд · Рамон Ценхойзерн · Венди Хольденер · Даниэль Юль · Лука Эрни                              | Австрия · Катарина Линсбергер · Михаэль Матт · Катарина Галльхубер · Марко Шварц · Штефани Бруннер · Мануэль Феллер | Норвегия · Себастьян Фосс-Солевог · Нина Хавер-Лёсет · Кристин Люсдаль · Лейф Кристиан Нествольд-Хёуген · Йонатан Нордботтен · Марен Скёльд  |
| 2022 Пекин см. подробнее    | Австрия · Катарина Труппе · Штефан Бреннштайнер · Катарина Линсбергер · Йоханнес Штрольц · Катарина Хубер · Михаэль Матт | Германия · Лена Дюрр · Юлиан Раухфус · Эмма Айхер · Александер Шмид · Линус Штрассер                                | Норвегия · Мария Тереза Твиберг · Фабиан Уилкенс Сольхейм · Теа Луиза Стьернесунн · Тимон Хёуган · Мина Фюрст Хольтманн · Расмус Виндингстад |

## Все призёры — из одной страны
За всю историю горнолыжного спорта на Олимпийских играх было 5 случаев, когда все призовые места выигрывали представители одной страны. Трижды это удавалось Австрии, по разу Норвегии и Германии.
| Олимпиада              | Дисциплина                | Золото               | Серебро                   | Бронза                     |
| ---------------------- | ------------------------- | -------------------- | ------------------------- | -------------------------- |
| 1956 Кортина д’Ампеццо | Гигантский слалом мужчины | Тони Зайлер (AUT)    | Андреас Мольтерер (AUT)   | Вальтер Шустер (AUT)       |
| 1964 Инсбрук           | Скоростной спуск женщины  | Кристль Хас (AUT)    | Эдит Циммерман (AUT)      | Траудль Хехер (AUT)        |
| 1994 Лиллехаммер       | Комбинация мужчины        | Лассе Кьюс (NOR)     | Хьетиль Андре Омодт (NOR) | Х. К. Странн Нильсен (NOR) |
| 1998 Нагано            | Комбинация женщины        | Катя Зайцингер (GER) | Мартина Эртль (GER)       | Хильде Герг (GER)          |
| 2006 Турин             | Слалом мужчины            | Бенджамин Райх (AUT) | Райнфрид Хербст (AUT)     | Райнер Шёнфельдер (AUT)    |

## Лидеры по медалям

### Мужчины
| Спортсмен            | НОК      | Игры            | Золото | Серебро | Бронза | Всего |
| -------------------- | -------- | --------------- | ------ | ------- | ------ | ----- |
| Хьетиль Андре Омодт  | Норвегия | 1992–2006       | 4      | 2       | 2      | 8     |
| Боде Миллер          | США      | 1998–2014       | 1      | 3       | 2      | 6     |
| Альберто Томба       | Италия   | 1988–1998       | 3      | 2       | 0      | 5     |
| Лассе Кьюс           | Норвегия | 1992–2006       | 1      | 3       | 1      | 5     |
| Хьетиль Янсруд       | Норвегия | 2006–2018       | 1      | 2       | 2      | 5     |
| Маттиас Майер        | Австрия  | 2014—2022       | 3      | 0       | 1      | 4     |
| Херман Майер         | Австрия  | 1998 и 2006     | 2      | 1       | 1      | 4     |
| Аксель Лунд Свиндаль | Норвегия | 2006—2018       | 2      | 1       | 1      | 4     |
| Бенджамин Райх       | Австрия  | 2002–2014       | 2      | 0       | 2      | 4     |
| Штефан Эберхартер    | Австрия  | 1992, 1998–2002 | 1      | 2       | 1      | 4     |
| Ивица Костелич       | Хорватия | 2002–2014       | 0      | 4       | 0      | 4     |

### Женщины
| Спортсменка       | НОК         | Игры        | Золото | Серебро | Бронза | Всего |
| ----------------- | ----------- | ----------- | ------ | ------- | ------ | ----- |
| Яница Костелич    | Хорватия    | 2002–2006   | 4      | 2       | 0      | 6     |
| Аня Персон        | Швеция      | 2002–2010   | 1      | 1       | 4      | 6     |
| Френи Шнайдер     | Швейцария   | 1988 и 1994 | 3      | 1       | 1      | 5     |
| Катя Зайцингер    | Германия    | 1992–1998   | 3      | 0       | 2      | 5     |
| Венди Хольденер   | Швейцария   | 2018—2022   | 1      | 2       | 2      | 5     |
| Дебора Компаньони | Италия      | 1992–1998   | 3      | 1       | 0      | 4     |
| Мария Хёфль-Риш   | Германия    | 2010–2014   | 3      | 1       | 0      | 4     |
| Тина Мазе         | Словения    | 2010–2014   | 2      | 2       | 0      | 4     |
| Ханни Венцель     | Лихтенштейн | 1976–1980   | 2      | 1       | 1      | 4     |
| Джулия Манкусо    | США         | 2006–2014   | 1      | 2       | 1      | 4     |
| Марлис Шильд      | Австрия     | 2006–2014   | 0      | 3       | 1      | 4     |

## Общее количество медалей
После окончания Игр 2022 года в Пекине. Курсивом выделены НОК, больше не представленные на Олимпийских играх
| №              | Страна                          | Золото | Серебро | Бронза | Всего |
| -------------- | ------------------------------- | ------ | ------- | ------ | ----- |
| 1              | Австрия                         | 40     | 44      | 44     | 128   |
| 2              | Швейцария                       | 27     | 23      | 25     | 75    |
| 3              | США                             | 17     | 21      | 10     | 48    |
| 4              | Франция                         | 16     | 17      | 18     | 51    |
| 5              | Италия                          | 14     | 11      | 11     | 36    |
| 6              | Германия                        | 12     | 8       | 7      | 27    |
| 7              | Норвегия                        | 11     | 14      | 15     | 40    |
| 8              | Швеция                          | 8      | 2       | 9      | 19    |
| 9              | Хорватия                        | 4      | 6       | 0      | 10    |
| 10             | Канада                          | 4      | 1       | 7      | 12    |
| 11             | ФРГ                             | 3      | 5       | 1      | 9     |
| 12             | Лихтенштейн                     | 2      | 2       | 6      | 10    |
| 13             | Словения                        | 2      | 3       | 3      | 8     |
| 14             | Объединённая германская команда | 2      | 1       | 2      | 5     |
| 15             | Испания                         | 1      | 0       | 1      | 2     |
| 15             | Чехия                           | 1      | 0       | 1      | 2     |
| 17             | Словакия                        | 1      | 0       | 0      | 1     |
| 18             | Люксембург                      | 0      | 2       | 0      | 2     |
| 18             | Югославия                       | 0      | 2       | 0      | 2     |
| 20             | Россия                          | 0      | 1       | 0      | 1     |
| 20             | Япония                          | 0      | 1       | 0      | 1     |
| 20             | Финляндия                       | 0      | 1       | 0      | 1     |
| 20             | Новая Зеландия                  | 0      | 1       | 0      | 1     |
| 24             | Австралия                       | 0      | 0       | 1      | 1     |
| 24             | Чехословакия                    | 0      | 0       | 1      | 1     |
| 24             | СССР                            | 0      | 0       | 1      | 1     |
| Всего (26 НОК) | Всего (26 НОК)                  | 165    | 166     | 163    | 494   |